# Museo de Bellas Artes de Bilbao
El Museo de Bellas Artes de Bilbao (en euskera: Bilboko Arte Ederren Museoa) está situado en la ciudad de Bilbao, en el norte de España. Está caracterizado por su amplitud cronológica, ya que cubre desde el siglo XIII hasta nuestros días, y por la gran diversidad de manifestaciones artísticas que contiene.
Durante sus más de 100 años de historia, la colaboración entre la sociedad civil, los artistas locales y las instituciones públicas ha determinado su configuración y crecimiento y ha permitido al museo reunir una extensa colección, considerada como una de las más importantes y variadas de toda España. Su formación resulta singular por la importancia de los legados y donaciones recibidas de patronos y benefactores, así como por el esfuerzo continuo por parte del propio museo para ampliarla a través de importantes adquisiciones. Desde su creación, el interés por establecer un compendio artístico representativo ha permitido afinar un criterio de selección cuyo resultado final es la posibilidad de presentar al público una dilatada panorámica por la historia del arte.
Más de 10 000 objetos conforman la colección del museo distribuidos en cinco grandes secciones: Arte antiguo, Arte moderno y contemporáneo, Arte vasco, Obra sobre papel y Artes aplicadas.
La columna vertebral de la colección es la escuela española a cuyos ejemplos antiguos y modernos (desde Bermejo, Morales, El Greco, Murillo, Zurbarán, Paret, Goya y Fortuny hasta María Blanchard, Tàpies y Barceló) se suman las manifestaciones de arte vasco en la Edad Contemporánea (Zuloaga, Oteiza, Chillida). La amplia representación de otras escuelas como la flamenca y la holandesa entre los siglos XV y XVII (Gossaert, Moro, Van Dyck, Jordaens, Ruisdael), obras singulares de la escuela italiana (Sofonisba Anguissola, Gentileschi, Bellotto) así como ejemplos europeos de los siglos XIX y XX (Gustave Doré, Bouguereau, Paul Gauguin, Mary Cassatt, James Ensor, Francis Bacon) ofrecen el necesario contexto internacional al arte español y vasco.
En su faceta como entidad cultural de carácter público, su misión principal es reunir, conservar, estudiar y exhibir la colección propia, procurar su enriquecimiento, mantener servicios y promover actividades de calidad con el fin de contribuir decisivamente a la educación de la sociedad y a la proyección de los valores culturales del País Vasco.
En diciembre de 2000, las instituciones acordaron la creación de la Fundación Museo de Bellas Artes de Bilbao. El órgano de gobierno es el Patronato, en el que se integran representantes de las instituciones junto a otras personas físicas o jurídicas que, por sus aportaciones o por su conocimiento de la actividad museística, favorecen la consecución del fin fundacional. En octubre de 2008, y bajo el lema «100 años de historia, 10 siglos de arte», el Museo de Bellas Artes de Bilbao celebró su primer centenario.
A día de hoy el museo tiene una superficie total de 13 914 m², de los cuales 5.089 se distribuyen en las 33 salas dedicadas a la colección permanente, 1.142 en las exposiciones temporales y el resto en servicios internos y de atención al visitante. En el bienio 2024-2026 se está acometiendo una ambiciosa ampliación del museo, llamada Agravitas, según diseño de los arquitectos Norman Foster y Luis María Uriarte.
Miguel Zugaza es, desde 2017 y en la actualidad, director del museo.
El 10 de octubre de 2018 se anunció que el Museo de Bellas Artes de Bilbao se convertía en sede de la Filmoteca Vasca.

## Historia

### La institución y sus sedes

#### El Museo de Bellas Artes

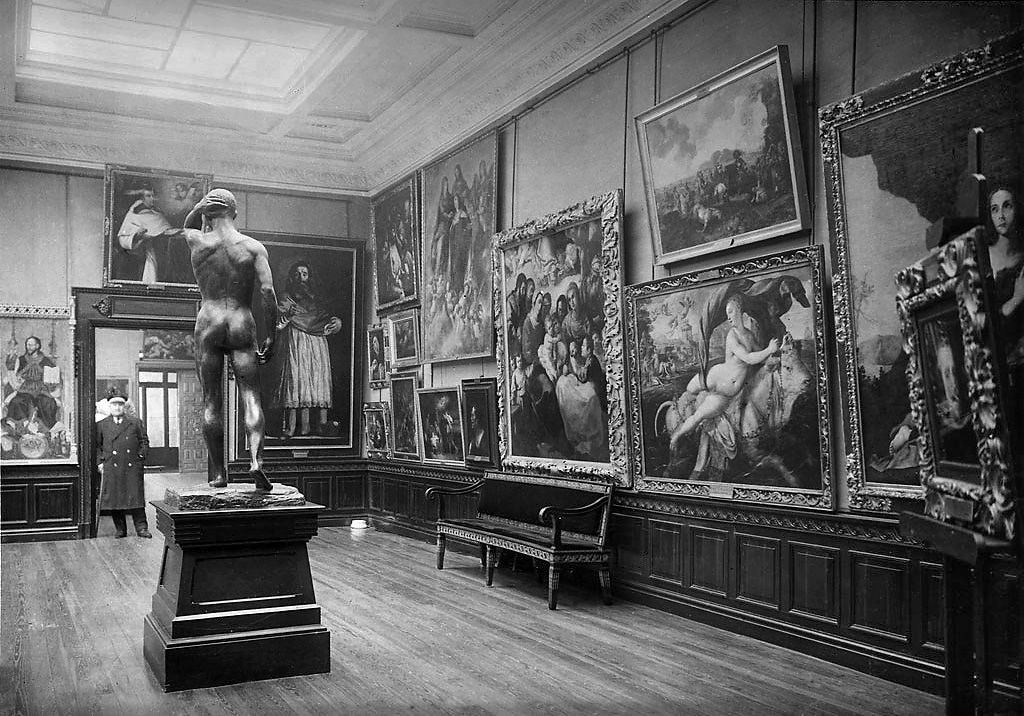
Disposición de la colección del museo en la sede de la Escuela de Artes y Oficios de Bilbao

El Museo de Bellas Artes de Bilbao se creó en 1908 y abrió sus puertas en 1914, orientado por la voluntad de modernización de individuos e instituciones públicas locales sensibles al momento cultural que vivía la ciudad, imbuida de pleno en el desarrollo de su tejido económico y urbano. Sus objetivos principales eran dotarla de un espacio que por aquellas fechas se consideraba imprescindible en cualquier sociedad moderna y proporcionar modelos históricos ejemplares a la comunidad artística local que ayudasen a completar su formación. A estos efectos, el impulso más importante para la materialización del proyecto fue la aportación vía legado de un extenso fondo artístico de gran valor por parte del empresario y filántropo Laureano de Jado. A la de Jado la siguieron pronto otras importantes donaciones de Antonio Plasencia, de las corporaciones propietarias, de la Casa de Juntas de Guernica o del consulado de Bilbao. El pintor bilbaíno Manuel Losada también fue uno de los promotores principales del museo, además de convertirse en el director de su primera sede en la Escuela de Artes y Oficios de Bilbao, sita en el edificio del antiguo Hospital Civil de Achuri.

#### El Museo de Arte Moderno
A través de los contactos de jóvenes artistas con otros centros artísticos, y gracias fundamentalmente a la cada vez más habitual programación regular de exposiciones de arte actual, organizadas en muchas ocasiones por la recién creada Asociación de Artistas Vascos, se había ido tramando en el entorno social y cultural de la ciudad una creciente inquietud por el denominado "arte moderno", generando el ambiente propicio para que las mismas corporaciones fundadoras del Museo de Bellas Artes se propusieran la creación de otro centro dedicado en exclusiva al arte contemporáneo. De esta forma, el 25 de octubre de 1924 abría sus puertas el Museo de Arte Moderno en los mismos locales, propiedad de la Diputación, donde ya se encontraba instalado el Conservatorio de Música. El nuevo museo nacía con un espíritu claramente innovador para su tiempo y, de hecho, marcaba una gran diferencia en cuanto a la actualización de los criterios y al riesgo asumido en relación con las iniciativas museísticas del resto del Estado.
La Exposición Internacional de 1919, organizada en el edificio de las Escuelas de Berastegui, fue, sin duda, uno de los detonantes del nacimiento de esta iniciativa. No solo por la importante nómina de artistas nacionales e internacionales que participaron en ella, sino por el compromiso de los organizadores con el arte más contemporáneo, demostrado con la adquisición por parte de la Diputación de un conjunto significativo de las piezas presentadas, obra de Cassatt, Gauguin, Sidaner, Cottet, Sérusier, y de los españoles Anglada Camarasa, Nonell o Canals entre otros, y que acabaría ingresando en los fondos del museo. Siguiendo con la tradición de los directores-artistas, sería nombrado director el pintor vasco Aurelio Arteta, quien permanecerá al frente del mismo hasta el estallido de la Guerra Civil en 1936.

#### El nuevo edificio

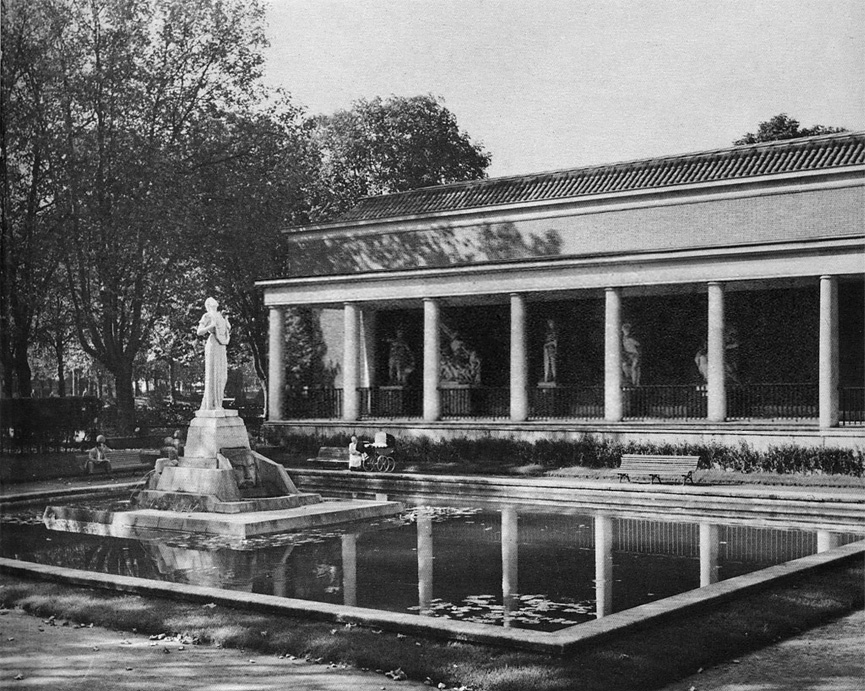
Vista del atrio del museo en su nueva ubicación. Años 1950

La guerra afectó de forma desigual a los dos museos. Mientras la colección del Museo de Bellas Artes se trasladó al Depósito Franco de Uribitarte, en Bilbao, las obras del Museo de Arte Moderno fueron expatriadas. La recuperación de las obras fue una determinación urgente del nuevo poder establecido que, una vez logrado ese objetivo y con los locales que las albergaban hasta entonces inhabilitados, se vio en la necesidad de estudiar un nuevo emplazamiento. En noviembre de 1938 la Diputación de Vizcaya y el Ayuntamiento llegaron al acuerdo de sufragar conjuntamente la construcción del nuevo edificio en el por entonces llamado parque de las Tres Naciones (actual parque de Doña Casilda), situado en el ensanche de la ciudad.
El edificio, diseñado por el joven arquitecto Fernando Urrutia Usaola y por Gonzalo Cárdenas, fue inspirado probablemente por los grandes museos históricos, especialmente por el Museo del Prado diseñado por Juan de Villanueva y por el Altes Museum de Berlín. Ejemplo de arquitectura franquista; adquirió formas neoclásicas, combinando la piedra y el ladrillo rojo visto. También tuvo cierta inspiración en la arquitectura nazi, de la que tomó líneas racionales y toques grecolatinos. Las obras finalizaron en 1945 y en 1962 fue declarado Monumento Nacional.
Quedaría al cargo de este nuevo espacio, denominado Museo de Bellas Artes y de Arte Moderno de Bilbao el que fuera desde su fundación director del Museo de Bellas Artes, Manuel Losada, cargo que ostentó hasta su muerte en 1949. Aunque durante un tiempo los dos museos conservaron su particular denominación, el alojamiento en un mismo espacio provocaría a la larga la fusión de las dos instituciones en una sola.

#### Ampliaciones

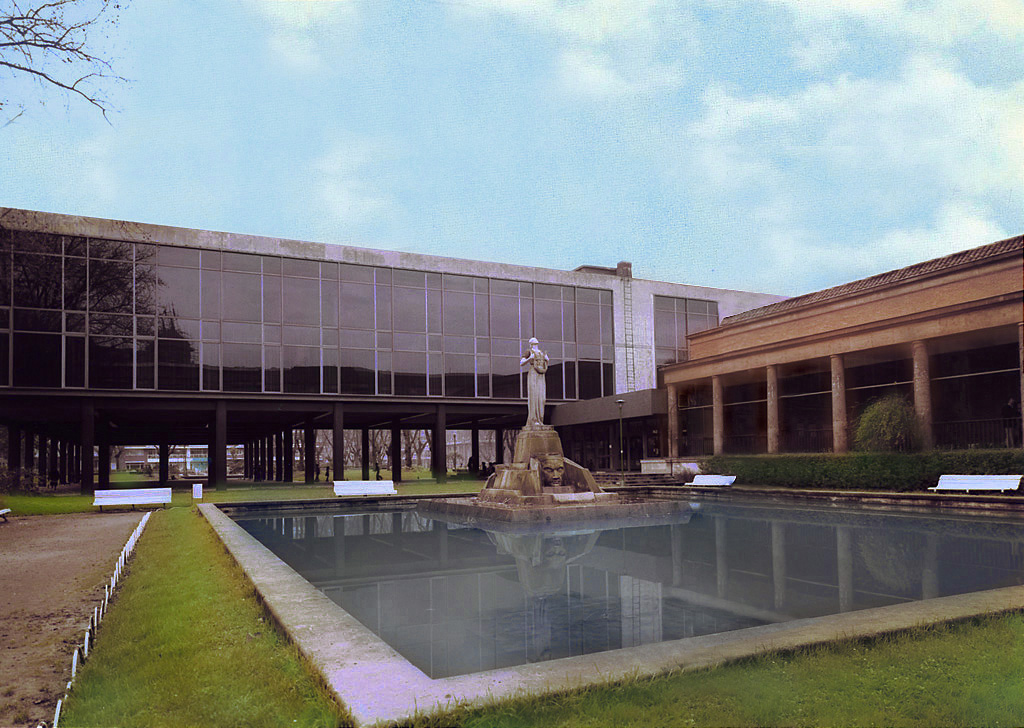
Primera ampliación. Vista del edificio moderno, c. 1971

A Manuel Losada le sucedió como director Crisanto de Lasterra, quien continuó con la política seguida por sus antecesores hasta su muerte en 1973. Bajo su dirección, las corporaciones decidieron la ampliación del museo añadiendo una nueva ala al edificio neoclásico. Proyectada por los arquitectos Álvaro Líbano y Ricardo de Beascoa Jauregui, se trata de una construcción más audaz, de línea minimalista y materiales modernos como el metal y el vidrio, influida por la arquitectura de Mies van der Rohe y que respondía tanto a la necesidad de espacio de las colecciones existentes como a las características expositivas que exigían las nuevas tendencias del arte. Esta nueva arquitectura se inauguraría en 1970, alojando desde entonces la sección de arte contemporáneo.

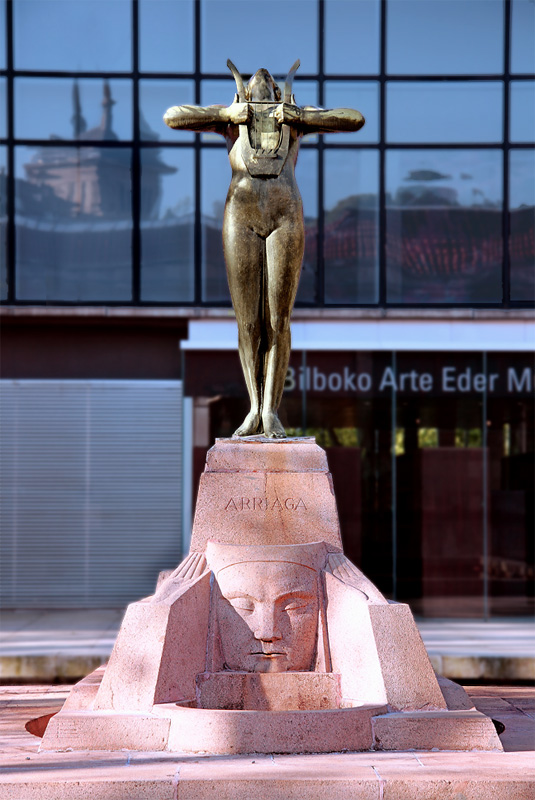
Monumento a Juan Crisóstomo Arriaga, de Francisco Durrio, en la actualidad

Tras la muerte de Basterra, desempeñarán el cargo Javier de Bengochea y Jorge de Barandiarán, que acometerán diversas obras de ampliación y de mejora, como la habilitación de nuevos espacios e instalaciones (sala de exposiciones, salón de actos, gabinete de obra gráfica) y la dotación de nuevos servicios (Departamentos de Restauración, Catalogación, Documentación y Educación, así como biblioteca, cinemateca, librería y cafetería).
A finales de los años noventa las instituciones propietarias, el Ayuntamiento de Bilbao, la Diputación Foral de Vizcaya y el Gobierno Vasco, conscientes del creciente protagonismo de los equipamientos culturales en la ciudad, promovieron el Plan de Reforma y Ampliación del museo. En 1996, y bajo la dirección de Miguel Zugaza, se convocó el concurso para la adjudicación de dicho plan, siendo elegido el proyecto concebido por Luis Mª Uriarte, que perseguía la mejora de las instalaciones y servicios mediante la construcción de un nexo de unión y una galería de comunicación entre el edificio original de los años 1940 y su ampliación de los 1970, respetando las arquitecturas existentes. Además, liberaba espacios para ampliar los servicios al visitante y los espacios expositivos. Modificaba también los accesos al museo, situándolos en la reformada Plaza del Monumento a Arriaga y en la nueva Plaza Chillida, y proponía un plan de accesibilidad. Las obras concluyeron en noviembre de 2001.
En mayo de 2009, coincidiendo con la dirección de Javier Viar (2002-2017), el alcalde de Bilbao Iñaki Azkuna comentó públicamente la oportunidad de emprender otra ampliación y se planteaba la opción de buscar una segunda sede, a la cual se trasladarían los fondos de arte más reciente, que permanecen almacenados en gran parte. El debate sobre la fórmula ideal de ampliación seguiría abierto durante una década; pero, al menos, en 2018 se acometió un remozamiento de las salas existentes según un criterio estético más neutro (suelos de roble, paredes blancas) para hacerlas más versátiles y diáfanas.

##### Ampliación de Norman Foster
El 9 de noviembre de 2018, el Gobierno vasco abrió la puerta a la ampliación del Bellas Artes en 2019 dado que el consejero de Cultura presentó los presupuestos para dicho año que incluían 222.000 euros para inversiones en el museo y una subida del 20% para su funcionamiento.
El concurso de proyectos para la ampliación fue convocado en febrero de 2019, y el 8 de abril del mismo año el jurado encargado de seleccionar los estudios de arquitectura que optaban a llevar a cabo dicha ampliación eligió a seis estudios finalistas de entre 57 aspirantes:
- El estudio del arquitecto británico Norman Foster asociado al vitoriano L.M. Uriarte Arkitectura.
- El del arquitecto navarro Rafael Moneo presentado en solitario.
- Igualmente el madrileño Nieto Sobejano.
- El estudio internacional Bjarke Ingels Group concurriendo con el bilbaíno Azab.
- El noruego Snøhetta asociado al bilbaíno Foraster Arquitectos.
- El japonés Kazuyo Sejima + Ryue Nishizawa / SANAA junto al vasco I. Aurrekoetxea & Bazkideak.

El martes 23 de julio se dio a conocer como ganador al equipo de Norman Foster. El 16 de diciembre de 2019, Foster presentó la maqueta actualizada de su proyecto de ampliación denominado Agravitas, en el que se incluía la prolongación tanto del museo como del parque Casilda Iturrizar adyacentes con la plaza Euskadi, conllevando la eliminación de la rotonda circundante, lo cual no estuvo exento de crítica. El 12 de marzo de 2020 se indicó que Foster y Balmori pactarían el nuevo diseño de la plaza Euskadi.
El 26 de noviembre el Pleno del Ayuntamiento de Bilbao aprobó definitivamente el Plan Especial para el Proyecto de Ampliación y Reforma del Museo de Bellas Artes, estimándose el inicio de las obras en septiembre de 2021 sin necesidad de cerrarlo, para posteriormente retrasarse a noviembre, abriéndose el plazo de licitación de la primera fase, siendo el nuevo museo una realidad a finales de 2023. Al igual que con el Museo Guggenheim, el proyecto no estuvo exento de oposición.
El 23 de junio de 2021, Norman Foster presentó la reforma del edificio, que contará con una nueva sala de exposiciones de 1.500 metros cuadrados que se abrirá a una terraza al aire libre de 700 metros cuadrados adicionales para exponer esculturas. Las obras terminarían inicialmente a finales de 2023 con un presupuesto de 23 millones de euros. El 30 de marzo de 2022, el Museo de Bellas Artes de Bilbao licitó su ampliación, incrementándose un 9,5 % y extendiendo su finalización al verano de 2024.

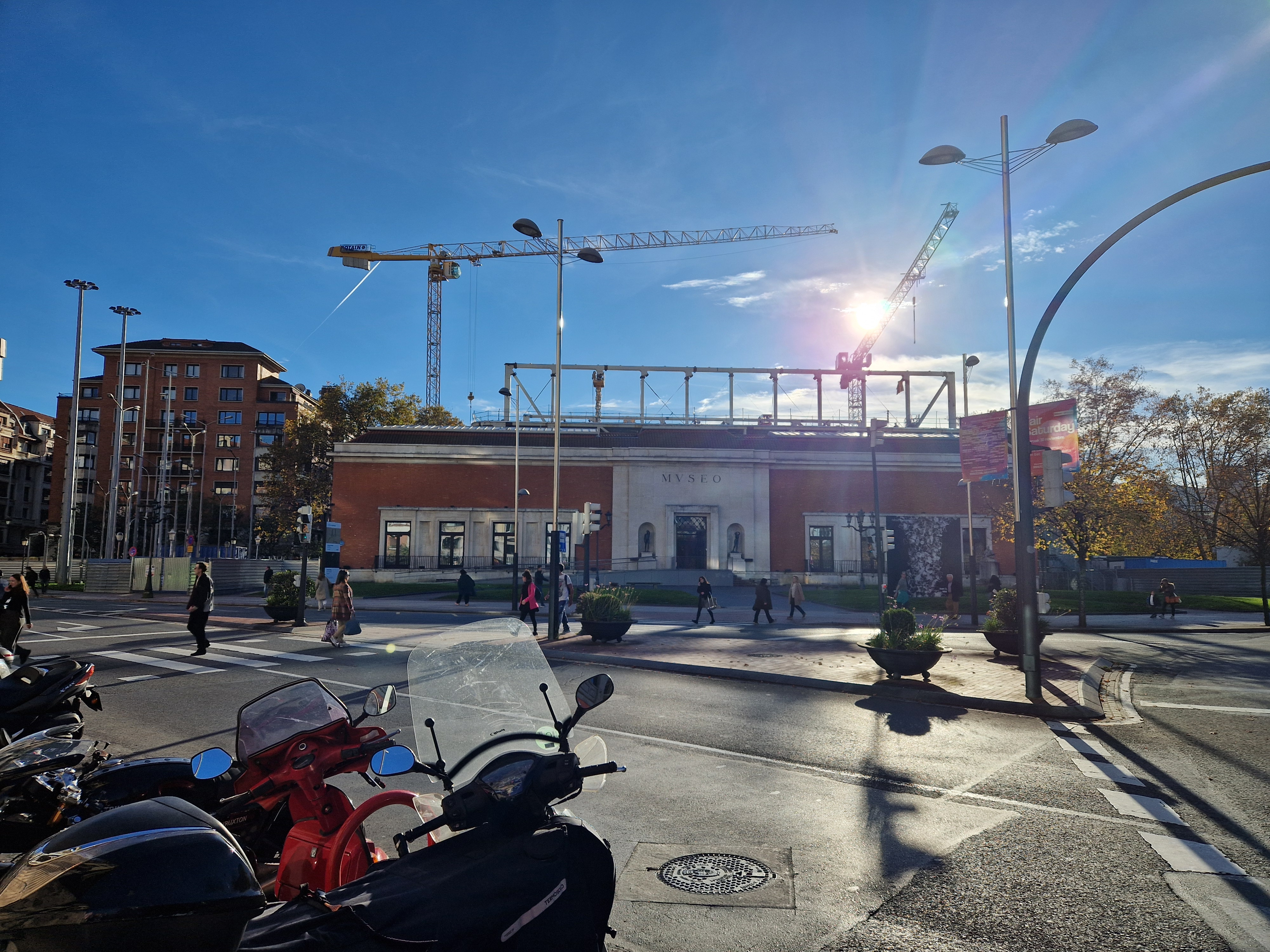
Ampliación del Museo de Bellas Artes de Bilbao, en obras

El 14 de junio de 2022 se informó que el Museo se vio obligado a elevar 4,6 millones el presupuesto de su ampliación ante la falta de ofertas de empresas capaces de asumir la obra. El inicio de los trabajos se retrasó de julio a octubre debido a la apertura de un nuevo plazo de licitación en busca de constructoras que confirmasen su interés. El aumento presupuestario se atribuyó al encarecimiento de materias primas afectadas por la invasión rusa de Ucrania y por la inflación. Dos UTE, encabezadas por las constructoras Ferrovial y Urbelan, se presentaron a la licitación de las obras de ampliación y reforma. La UTE conformada por las empresas vascas Urbelan, Altuna y Uria, Campezo Obras y Servicios y Teusa Técnicas de Restauración, fue la adjudicada de modo provisional para las obras de ampliación del Bellas Artes proyectada por Norman Foster y el arquitecto vasco Luis María Uriarte por 33,9 millones. La adjudicación definitiva fue fijada para septiembre, de tal forma que las obras pudieran comenzar a finales de octubre, como estaba previsto. Diez días después el Bellas Artes encontraba por fin una constructora para ejecutar la ampliación pagando 41,3 millones por las obras del proyecto de Foster tras desbloquearse el concurso.
El 15 de noviembre de 2022 se informó que el Gobierno vasco amplió en un millón la subvención para la ampliación del Bellas Artes. Dos días después, con un acto institucional y el soterramiento de una cápsula del tiempo, dieron inicio oficialmente las obras del proyecto. El 19 de enero de 2024 se produjo la ampliación aérea del Museo de Bellas Artes de Bilbao al plantarse su primer pilar. Se trata de un apoyo de acero en forma de V de casi 12 metros de altura cuya colocación fue un hito del futuro de la pinacoteca bilbaína. El Bellas Artes lanzó su ampliación con el objetivo de finalizarla para la primavera de 2025.
El 12 de diciembre de 2024 se dio a conocer que la ampliación del Bellas Artes se frenaba y que no estaría culminada antes de 2026. Los problemas económicos de la subcontrata que construía la estructura del nuevo edificio obligaban a paralizar «parcialmente» la obra al menos tres meses. El 16 de abril de 2025, se informó de que el museo había resuelto los problemas que frenaban su ampliación pero que retrasaba la reapertura al 24 de junio de 2026. Las obras cerraron su primera fase con la culminación de la estructura metálica que sobrevuela los edificios actuales.

###### Movimiento de oposición a la ampliación y reforma del Museo

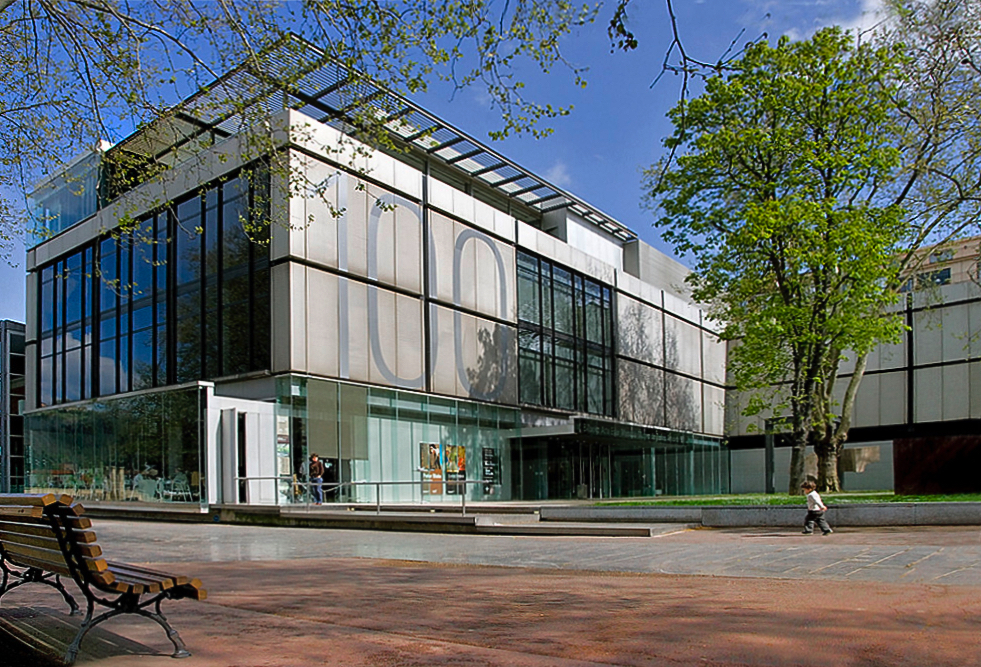
Fachada del edificio moderno; ha sido la entrada principal del museo entre 2001 y 2022

El 25 de enero de 2021 la Comisión de Monumentos y Patrimonio Histórico de la Real Academia de Bellas Artes de San Fernando emitió un informe en el que se recogen las irregularidades legales en las que incurre el proyecto de ampliación y reforma Agravitas de Norman Foster y Luis María Uriarte. Entre las mismas figuran la infracción de la Ley 6/2019, de 9 de mayo, del Patrimonio Cultural Vasco y la Ley 16/1985, de 25 de junio, del Patrimonio Histórico Español.
El 19 de febrero de 2021 salió a la luz pública un movimiento ciudadano bajo el nombre “Defensa Cívica del Museo de Bellas Artes de Bilbao”, al objeto de reunir tanto a colectivos como personas individuales en torno a una reflexión crítica sobre el proyecto de ampliación del Museo de Bellas Artes de Bilbao. 
Dicho movimiento logró en los meses sucesivos más de doscientos adheridos a su manifiesto, casi la mitad de ellos arquitectos. El 16 de mayo de 2021 tuvo lugar una concentración ciudadana en protesta por el proyecto de ampliación de la pinacoteca bajo el lema «Abrazo ciudadano».
El 2 y el 5 de octubre de 2021 Defensa Cívica del Museo de BBAA denunció ante las Fiscalías de Medio Ambiente y Urbanismo de la Comunidad Autónoma del País Vasco y la Fiscalía General del Estado la agresión patrimonial y medioambiental del proyecto Agravitas.
El 8 de octubre de 2021 se celebró con la colaboración y presencia del escritor Edorta Jiménez una «vigilia reivindicativa por la integridad del Museo de Bellas Artes de Bilbao y su entorno» junto al mítico Monumento Arriaga del museo, espacio actualmente público y que el proyecto Agravitas pretende privatizar.
Para ampliación de la información, véase el apartado bibliográfico correspondiente.

## Colección permanente

### Introducción

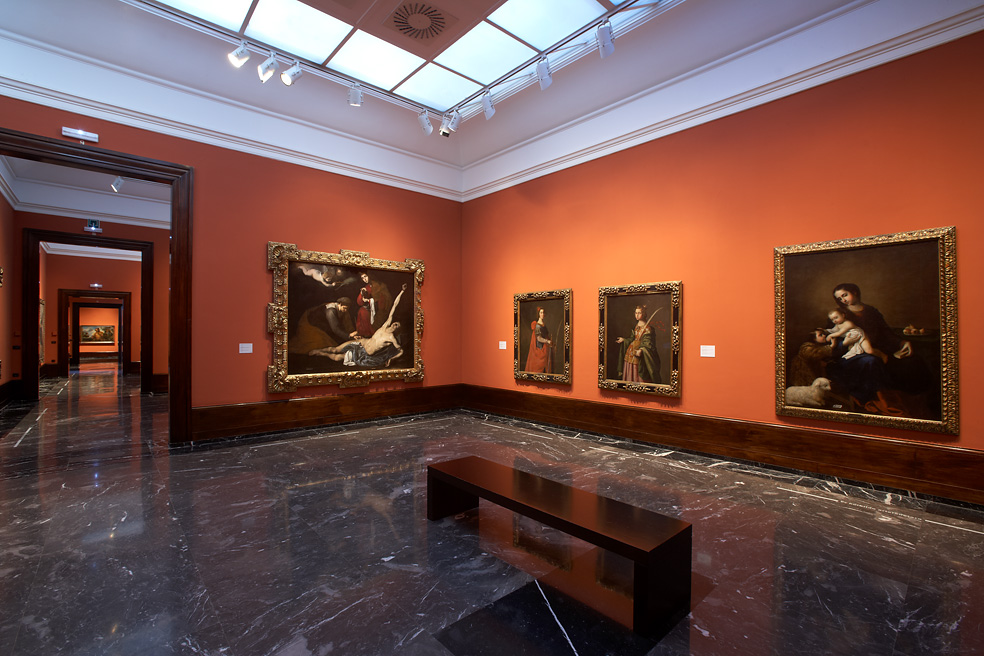
Vista de sala del edificio antiguo, antes de su remodelación en 2018. A la izquierda, el gran cuadro de San Sebastián de José de Ribera, y a la derecha, La Virgen con el Niño Jesús y San Juan Bautista niño, último cuadro firmado y fechado que se conoce de Zurbarán.

La colección del Museo de Bellas Artes de Bilbao reúne un destacado conjunto patrimonial de más de 10 000 piezas: aproximadamente 1500 pinturas, 400 esculturas, más de 6500 obras sobre papel y un millar de piezas de artes aplicadas. Conserva ejemplos relevantes de las principales escuelas europeas desde el siglo XIII hasta nuestros días y otras colecciones excepcionales como la colección Palacio de arte oriental, la colección de cerámica de Manises de los siglos XIV-XVI o la colección Taramona-Basabe de bronces etruscos, itálicos, romanos e ibéricos, cuya cronología se remonta al VI a. C.
Tiene especial interés la pintura de la escuela española, con obras relevantes de Bermejo, El Greco, Morales, Sánchez Coello, Orrente, Ribera, Murillo, Zurbarán, Paret y Goya, entre otros. También la pintura flamenca y holandesa con Gossart, Benson, Coecke, Mandijn, Moro, Vredeman de Vries, De Vos, Jordaens, Van Dyck, Grebber o Ruisdael. Entre los ejemplos de maestros antiguos y decimonónicos sumados en el último decenio destacan Lucrecia de Lucas Cranach el Viejo, Vista de Bermeo y Triunfo del Amor sobre la Guerra (I) de Luis Paret, Paisaje con pastor de Ignacio de Iriarte, el gran lienzo Vagabundos de Gustave Doré, Montmartre bajo la nieve de Jean-François Raffaëlli, Desposorios místicos de Santa Catalina de Sofonisba Anguissola, El voto en Saint-Anne d'Auray (c. 1870) de William-Adolphe Bouguereau , Virgen del Rosario con el Niño Jesús, santo Domingo de Guzmán y santa Catalina de Siena de Gregorio Martínez y Plaza de toros de Sevilla, primer óleo de Mariano Fortuny que ingresa en la colección (adquirido en 2024). En septiembre de 2021, el abogado y catedrático Óscar Alzaga donó tres obras que enriquecieron sobremanera la colección de pintura italiana del museo: Retrato de dama con niño de un anónimo florentino de 1570-1580, Judit y su sirvienta con la cabeza de Holofernes de Orazio Gentileschi y Judá y Tamar de Salvator Rosa. Esta última donación fue ampliada en el año 2022 con la incorporación de piezas debidas a la mano de Giovanni Battista Toscano (Jesús ante Herodes), Giuseppe Cesari, il Cavaliere d'Arpino y Corrado Giaquinto.
Posee, además, la más importante colección de artistas vascos y es en ese aspecto la institución de máxima referencia por sus fondos artísticos y documentales, su tradición investigadora y su cercanía a los propios artistas.
Mención aparte merece el fondo de obra sobre papel, con estampas de Durero, Van Meckenem, Georg Pencz, Sebald Beham, Goltzius, Ribera, Lucas Vorsterman I, Paulus Pontius, Rembrandt, Ruisdael, Piranesi, Volpato, Goya, William Hogarth, Eugène Delacroix, Fortuny, Carlos de Haes, Manet, Edgar Degas, Cézanne, Picasso, Francisco Iturrino, Gutiérrez Solana, Marcel Duchamp, Lipchitz, Utamaro, Hokusai, Rouault, Hockney, Allen Jones, Immendorff, Francis Bacon, Saura y Arroyo, entre otros.
Un recorrido esencial por las salas del museo incluye obras singulares de Bermejo, Benson, Mandijn, Vredeman de Vries, Cranach el Viejo, De Vos, Moro, Sánchez Coello, El Greco, Pourbus, Gentileschi, Ribera, Zurbarán, Van Dyck, Murillo, Arellano, Meléndez, Bellotto, Mengs, Goya, Paret, Villaamil, Ribot, Doré, Mariano Fortuny, Zamacois, Madrazo, Gauguin, Cassatt, Sorolla, Guiard, Iturrino, Ensor, Regoyos, Romero de Torres, Zuloaga, Sunyer, Arteta, Gutiérrez Solana, Vázquez Díaz, Lipchitz, Delaunay, González, Gargallo, Bacon, Palazuelo, Oteiza, Appel, Chillida, Caro, Millares, Tàpies, Saura, Lüpertz, Kitaj, Blake, Arroyo y Barceló, entre otros.

### Distribución por épocas

#### Románico y gótico (sigloXIII-XV)
El recorrido arranca con ejemplos del arte románico catalán (un famoso Majestad de Cristo en la cruz), así como un par de esculturas del Gótico francés y alemán. Junto a ellas, se expone también un buen número de obras de pintura gótica, incluyendo autores como Pere Nicolau, el Maestro de San Nicolás, los hispano flamencos Bertomeu Baró y Diego de la Cruz, pintores activos en la Corona de Aragón (Blasco de Grañén, Nicolás Solana o Bartolomé Bermejo), así como piezas debidas a maestros anónimos o extranjeros, como un Descendimiento de la cruz atribuido al bruselense Colijn de Coter.

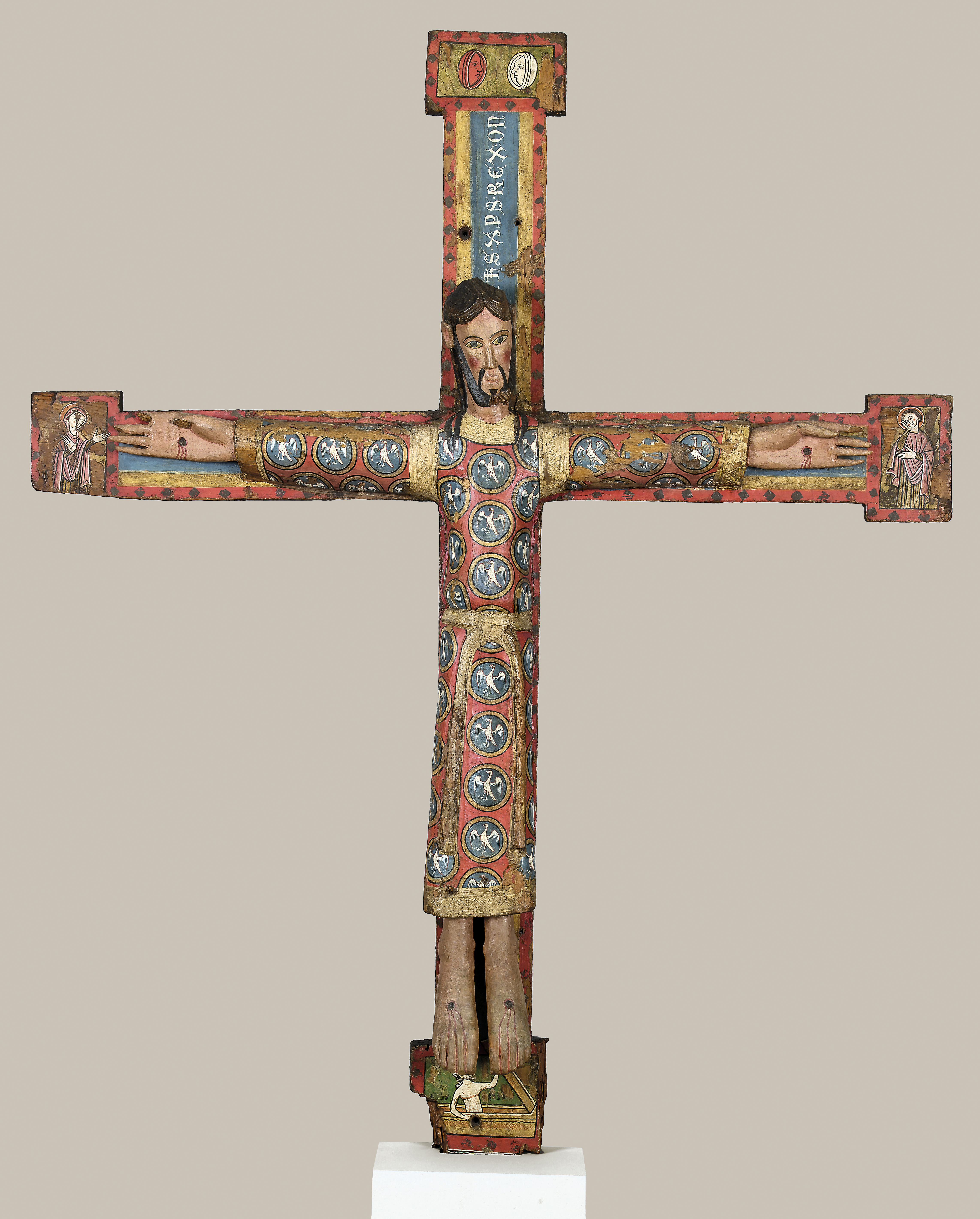
Majestad de Cristo en la cruz, de anónimo catalán, primera mitad del siglo XIII.
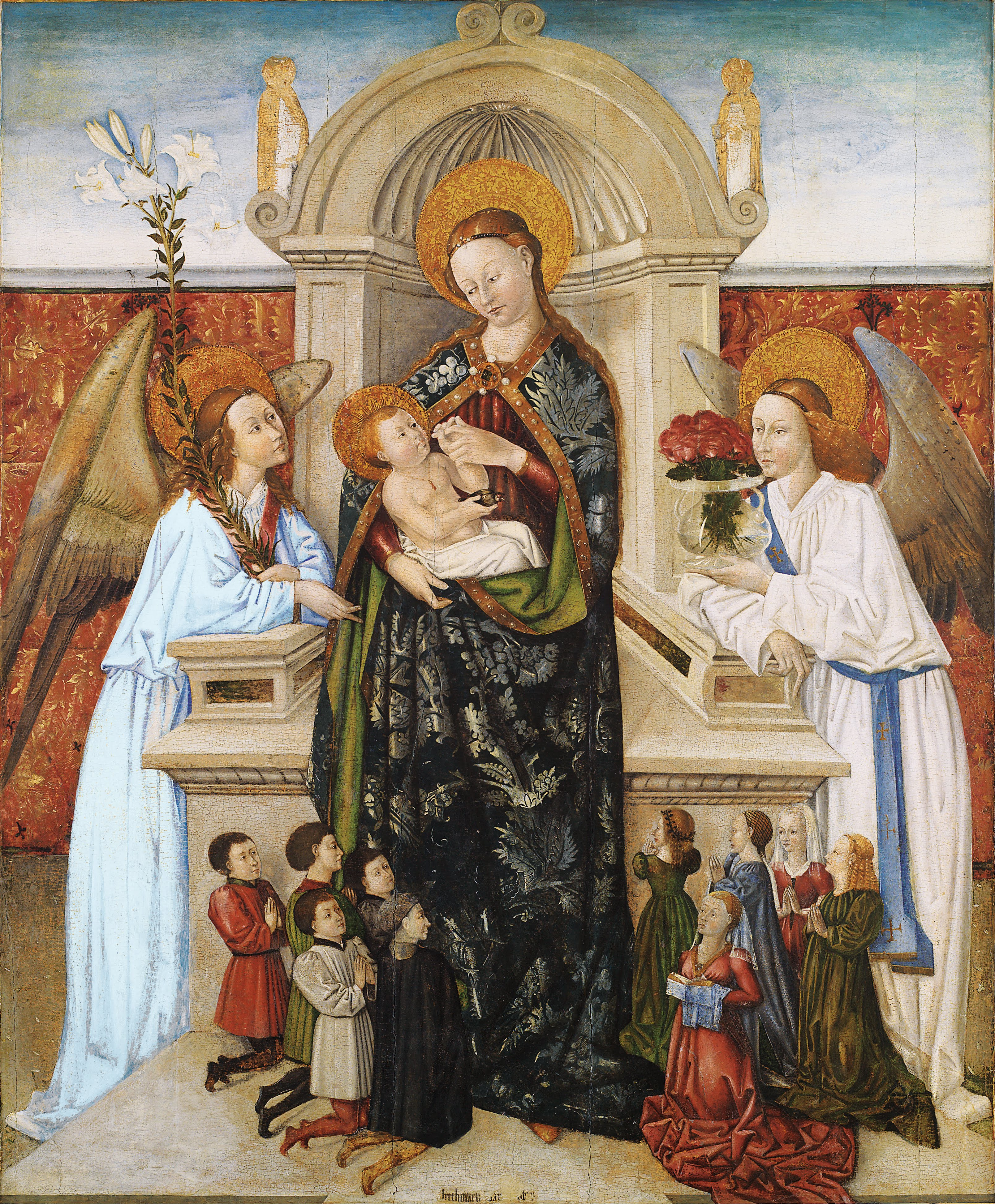
Virgen con el niño, ángeles y familia de donantes, de Bertomeu Baró, c. 1470.
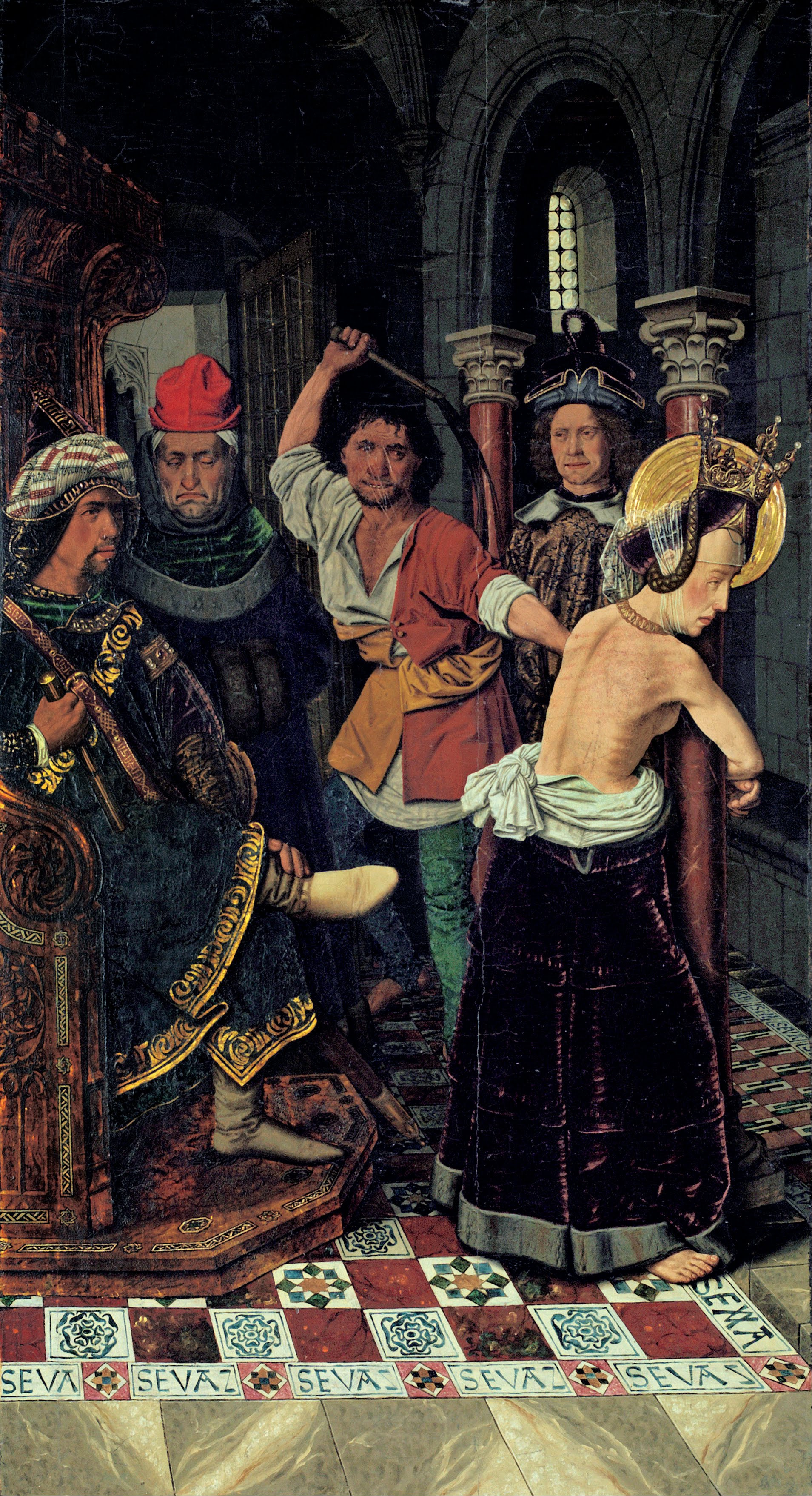
La flagelación de Santa Engracia, de Bartolomé Bermejo, c. 1474-1477.
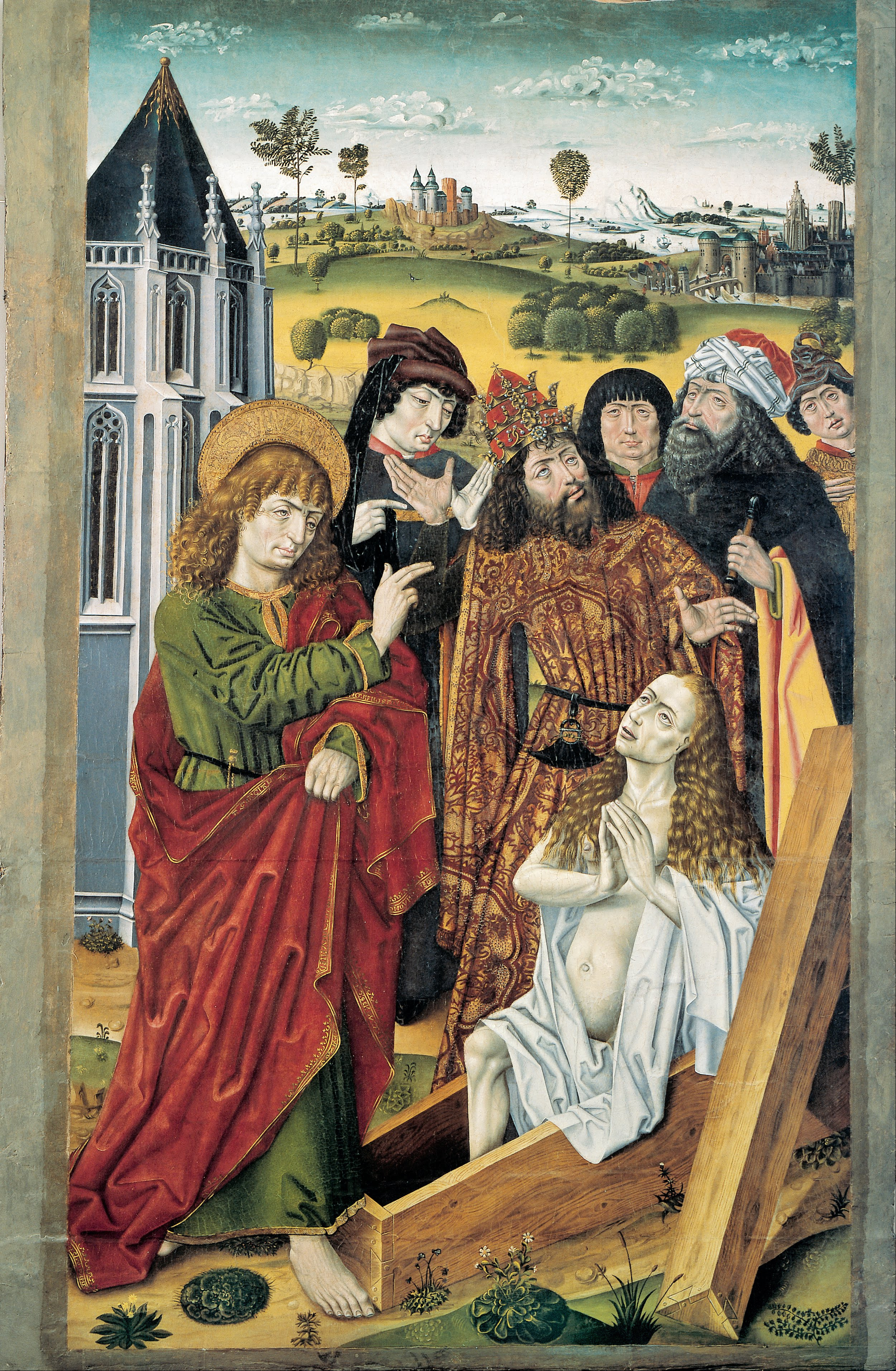
La resurrección de Drusiana, del Maestro de San Nicolás, c. 1475.
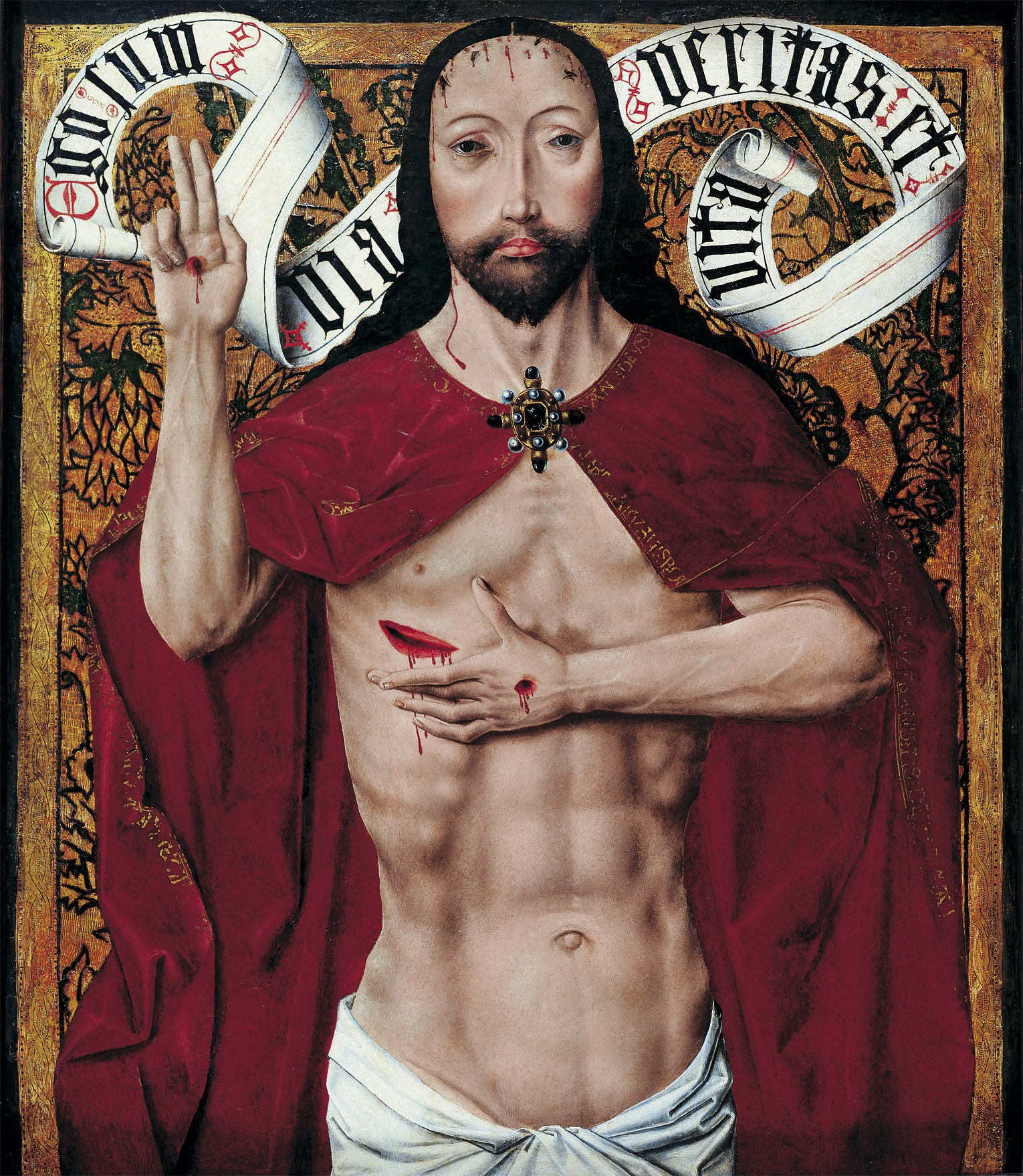
Cristo de Piedad, de Diego de la Cruz, c. 1485.
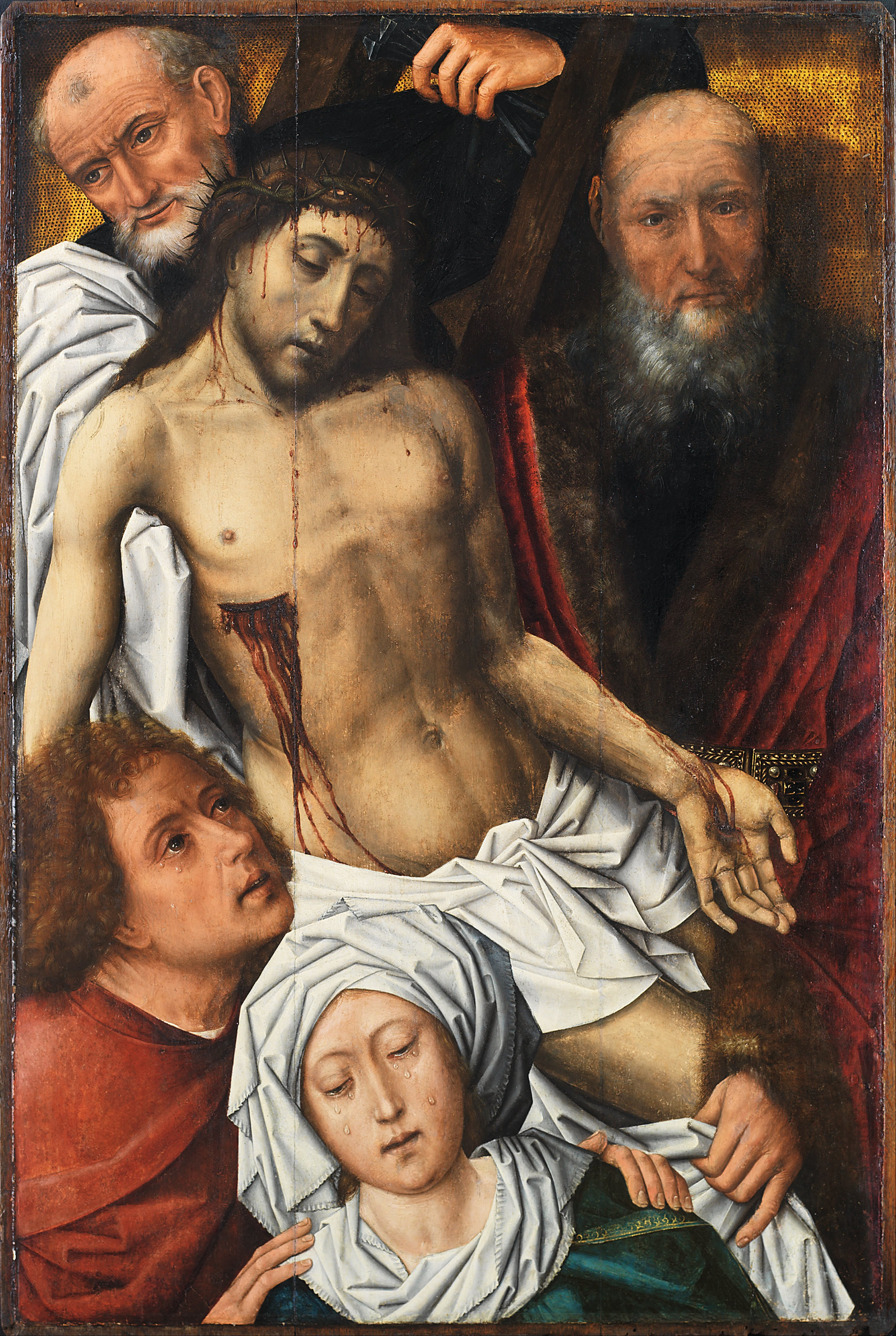
Descendimiento de la cruz, de Colijn de Coter, finales del siglo XV.

#### Renacimiento y manierismo (sigloXVI– comienzos delsigloXVII)
Este periodo comienza con obras de pintores flamencos, como Jan Gossaert (una exquisita Sagrada Familia), Ambrosius Benson, el Maestro de la Adoración de Amberes y Pieter Coecke van Aelst, así como Jan Mandijn, Hans Vredeman de Vries o El rapto de Europa de Marten de Vos, quizá su obra maestra. También se exhibe una importante galería de retratos cortesanos, entre los que sobresalen extraordinarios ejemplos de Antonio Moro, Alonso Sánchez Coello, Juan Pantoja de la Cruz o Frans Pourbus el Joven, así como una pintura de tema religioso de Sofonisba Anguissola, quien llegó a España en 1559 como dama de la reina Isabel de Valois. Completan el panorama sendas obras de Lucas Cranach el Viejo (una sensual Lucrecia), Giovanni Battista Toscano, Giusepe Cesari, il Cavaliere d'Arpino, Luis de Morales, Gaspar de Palencia, Gregorio Martínez, Juan de Ancheta (un Calvario portátil) y El Greco (dos pinturas, entre ellas, un boceto o modello de La Anunciación del desmembrado retablo de doña María de Aragón en Madrid).

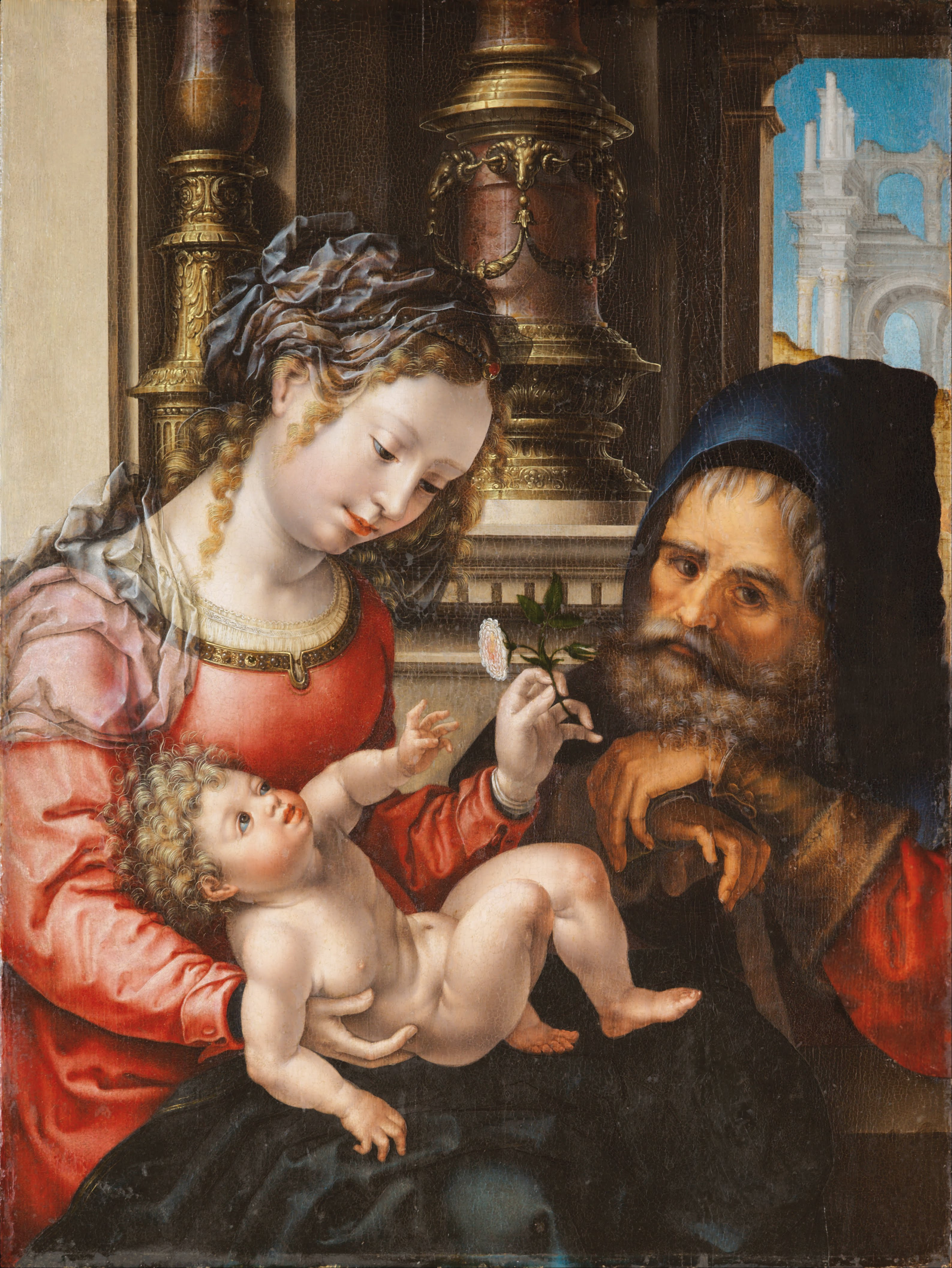
La Sagrada Familia, de Jan Gossaert, llamado «Mabuse», c. 1525-1530.
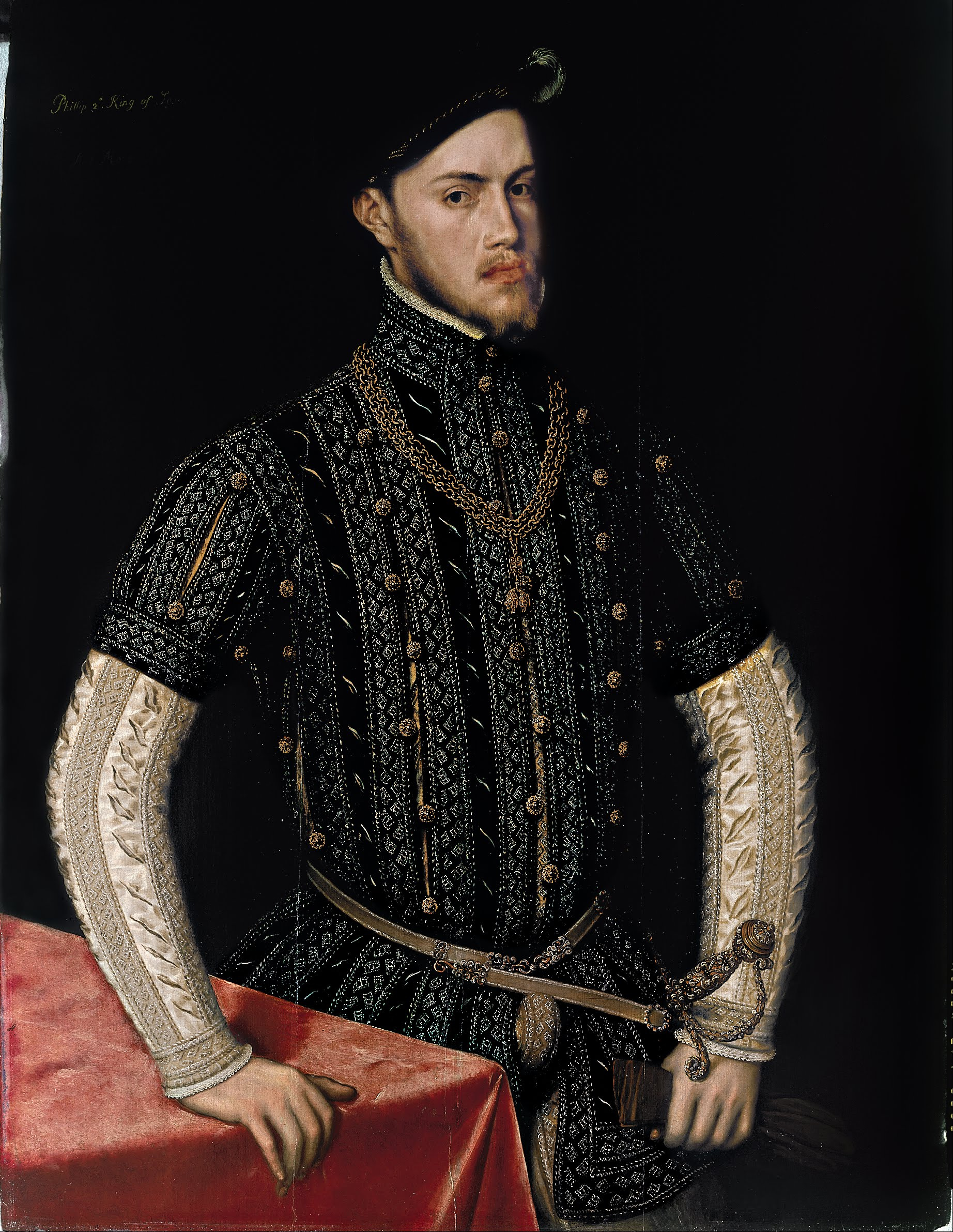
Retrato de Felipe II, de Antonio Moro, c. 1549-1550.
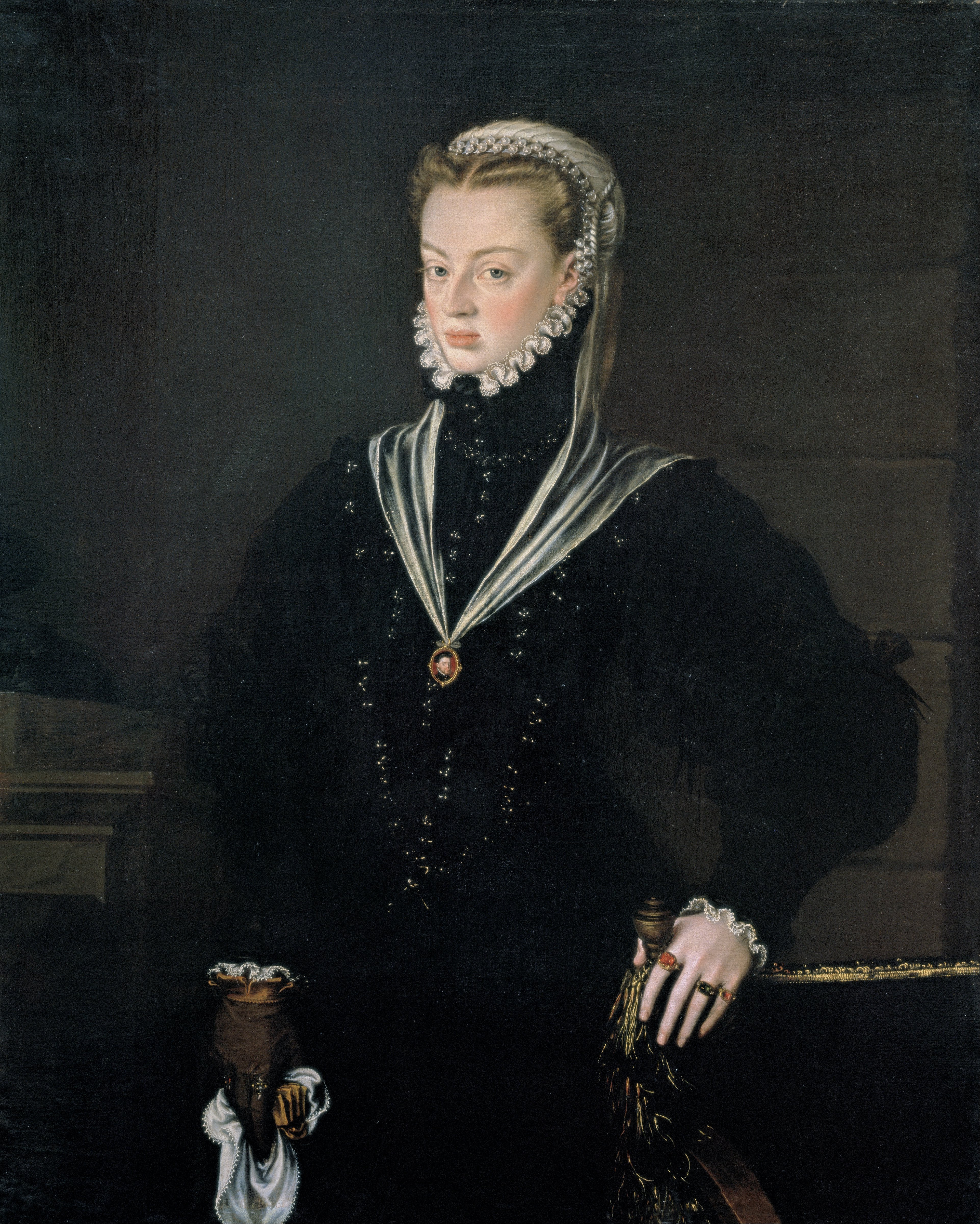
Retrato de doña Juana de Austria, princesa de Portugal, de Alonso Sánchez Coello, c. 1557.
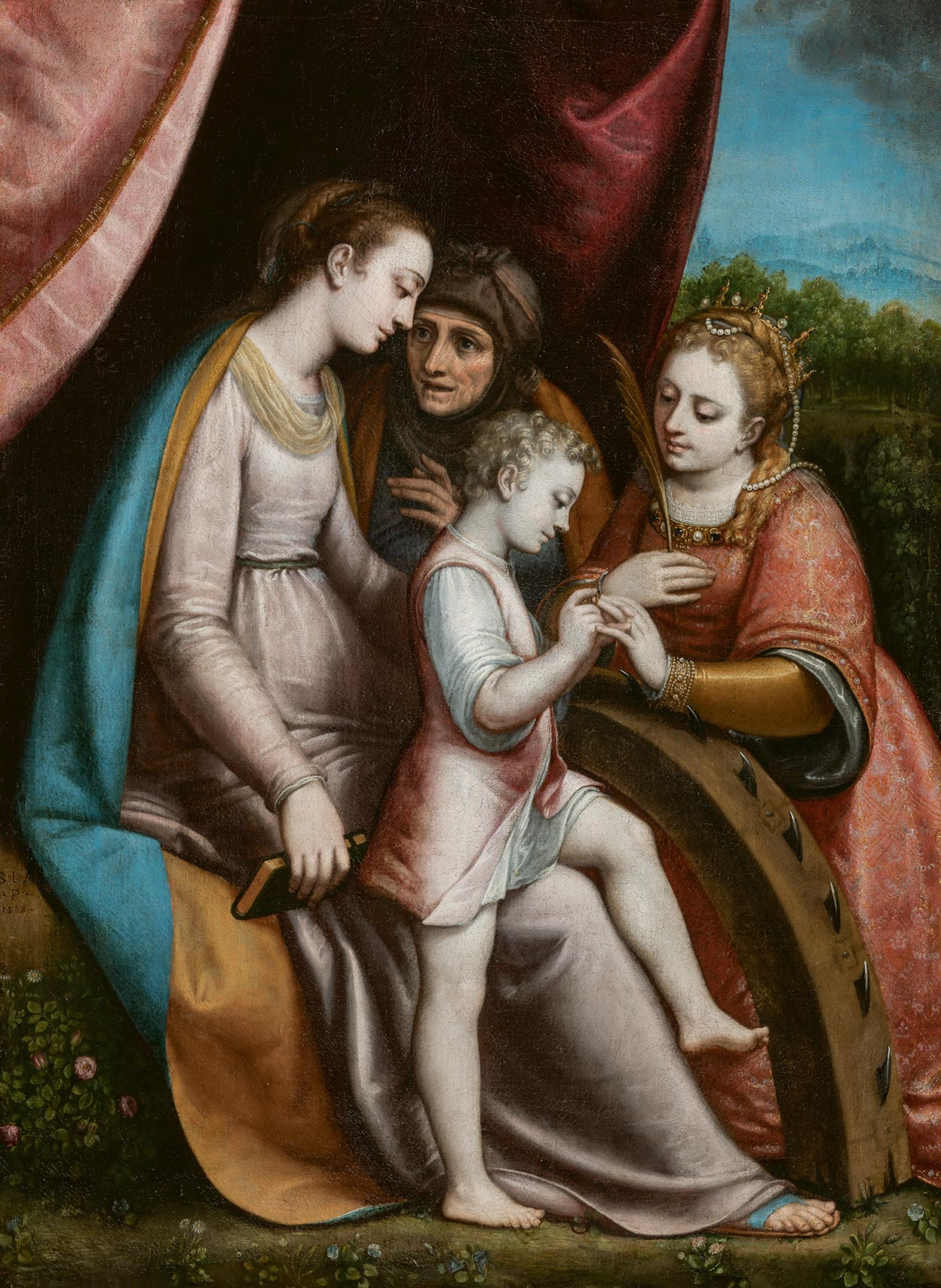
Desposorios místicos de Santa Catalina, de Sofonisba Anguissola, 1588.
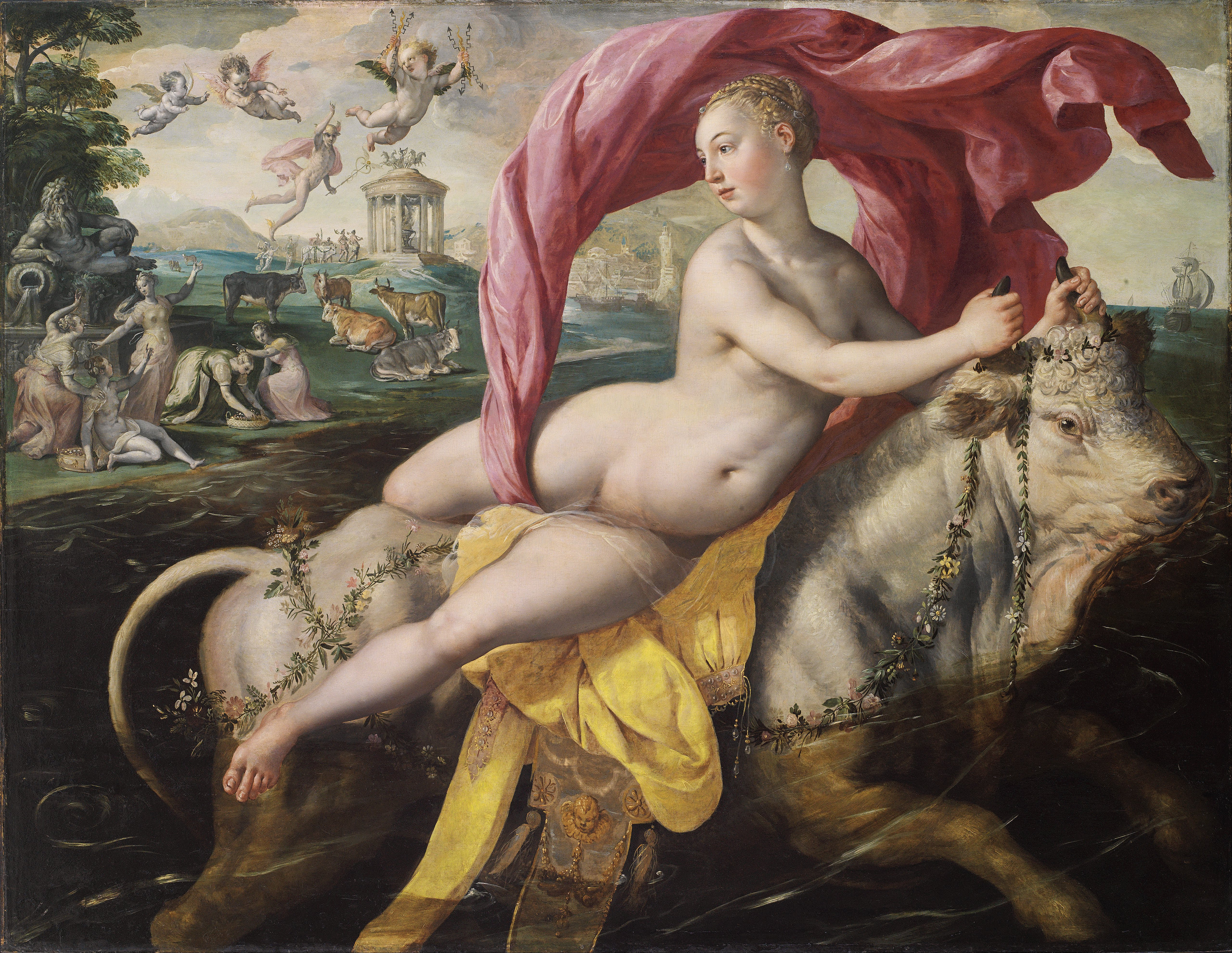
El rapto de Europa, de Marten de Vos, 1590.
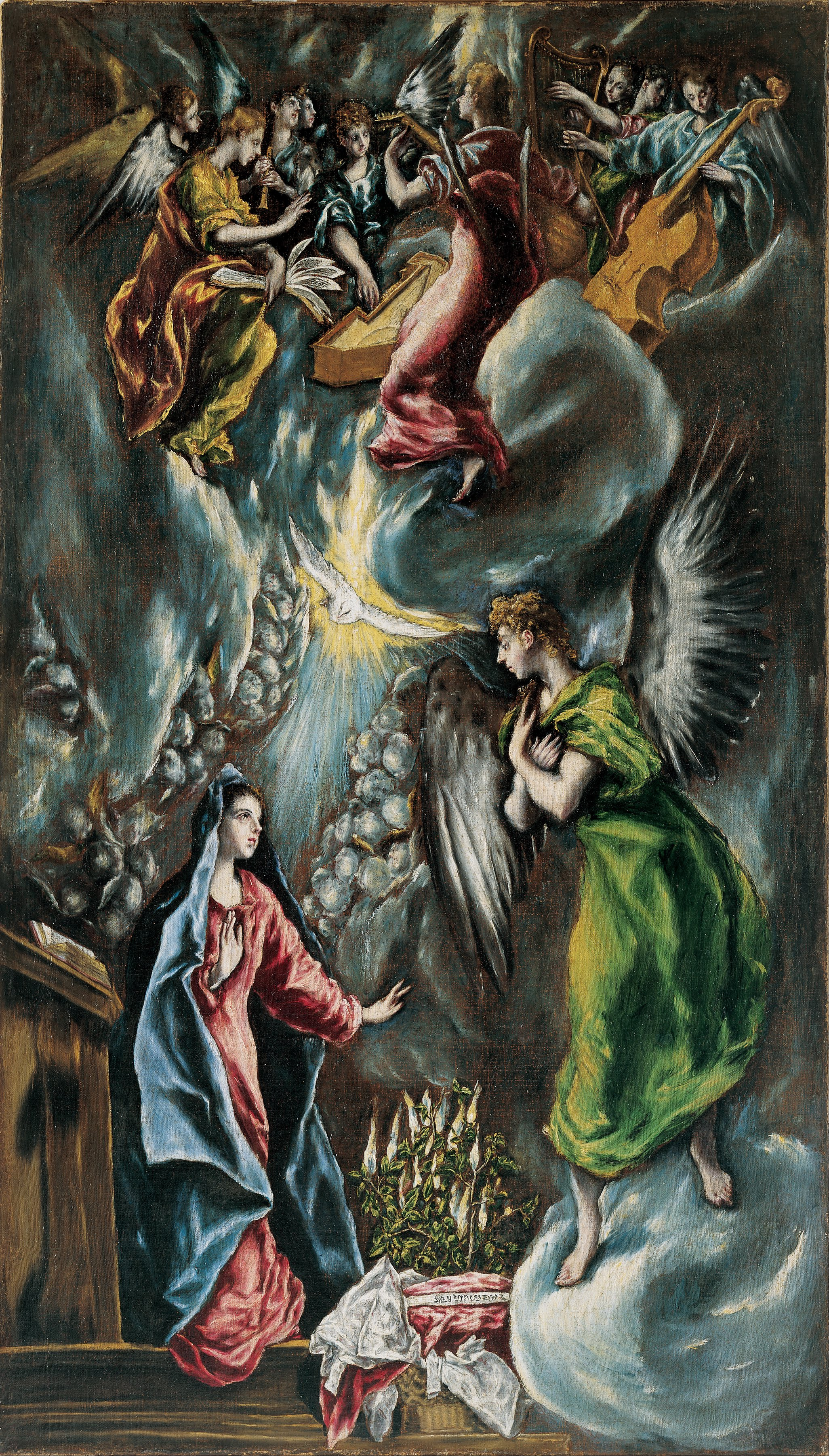
La Anunciación, de El Greco, c. 1596-1600.

#### Barroco (sigloXVII)
El siglo XVII se inicia con obras de la escuela italiana —Orazio Gentileschi (dos lienzos, entre ellos el monumental Lot y sus hijas, pintado para Carlos I de Inglaterra), Giovanni Battista Crespi, Francesco Noletti, Massimo Stanzione, Salvator Rosa y Domenico Piola— y se adentra en la pintura española barroca, representada con piezas relevantes de prácticamente todos los grandes maestros y escuelas de la época: Herrera el Viejo, Juan de Roelas, Pedro de Orrente, José Antolínez, José de Ribera, Francisco de Zurbarán (cuatro pinturas), Bartolomé Esteban Murillo, Carreño de Miranda, Valdés Leal, Juan de Arellano o Claudio Coello, así como una escultura de La Roldana. La pintura flamenca y holandesa sale de nuevo al paso con sendos ejemplos de Jacob Jordaens, Anton van Dyck, Pieter de Grebber, Andries Daniels, Frans Francken el Joven, Abraham Mignon (una de sus escasas obras en colecciones públicas españolas) y Jacob van Ruisdael, entre otros.

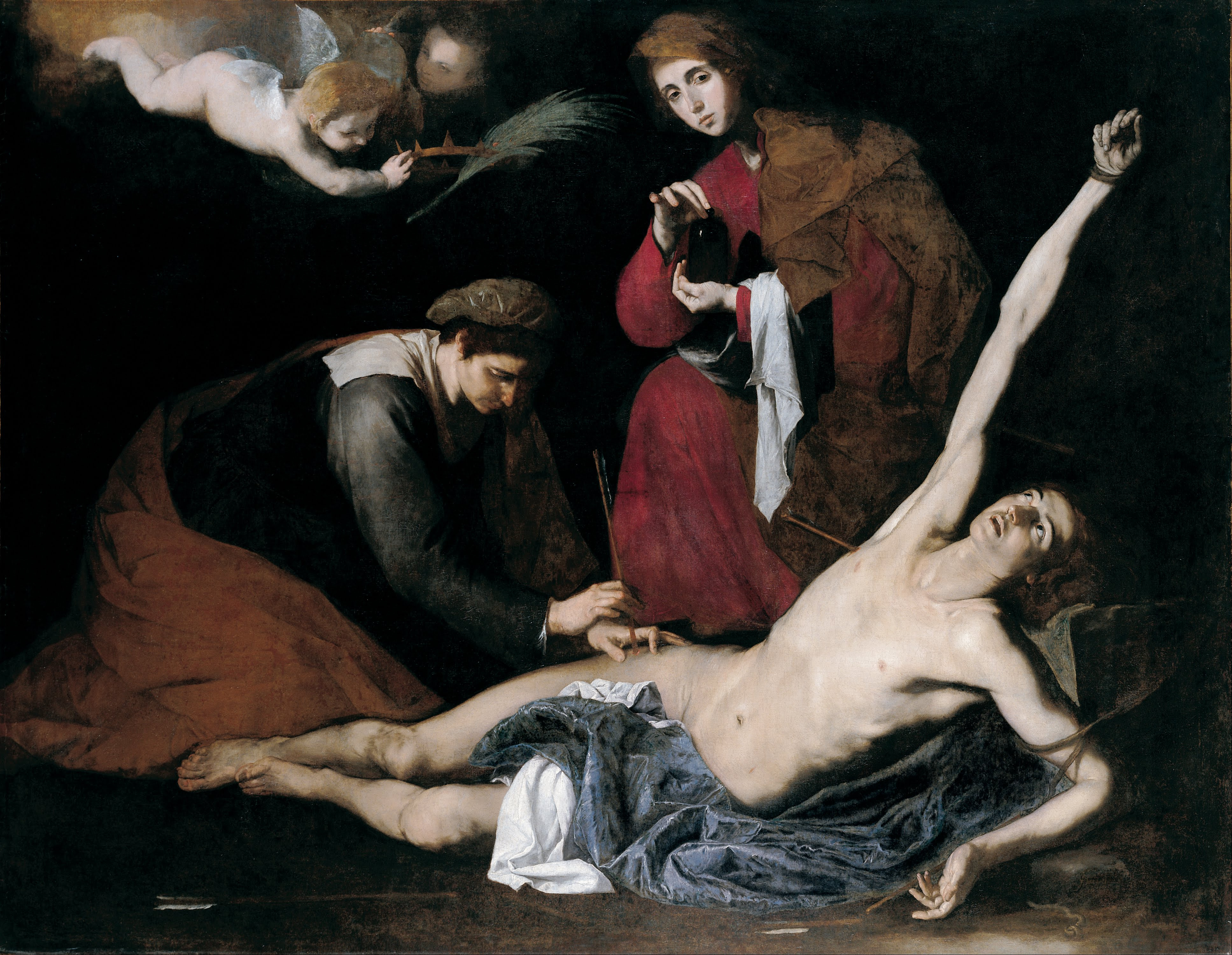
San Sebastián curado por las santas mujeres, de José de Ribera, 1621.
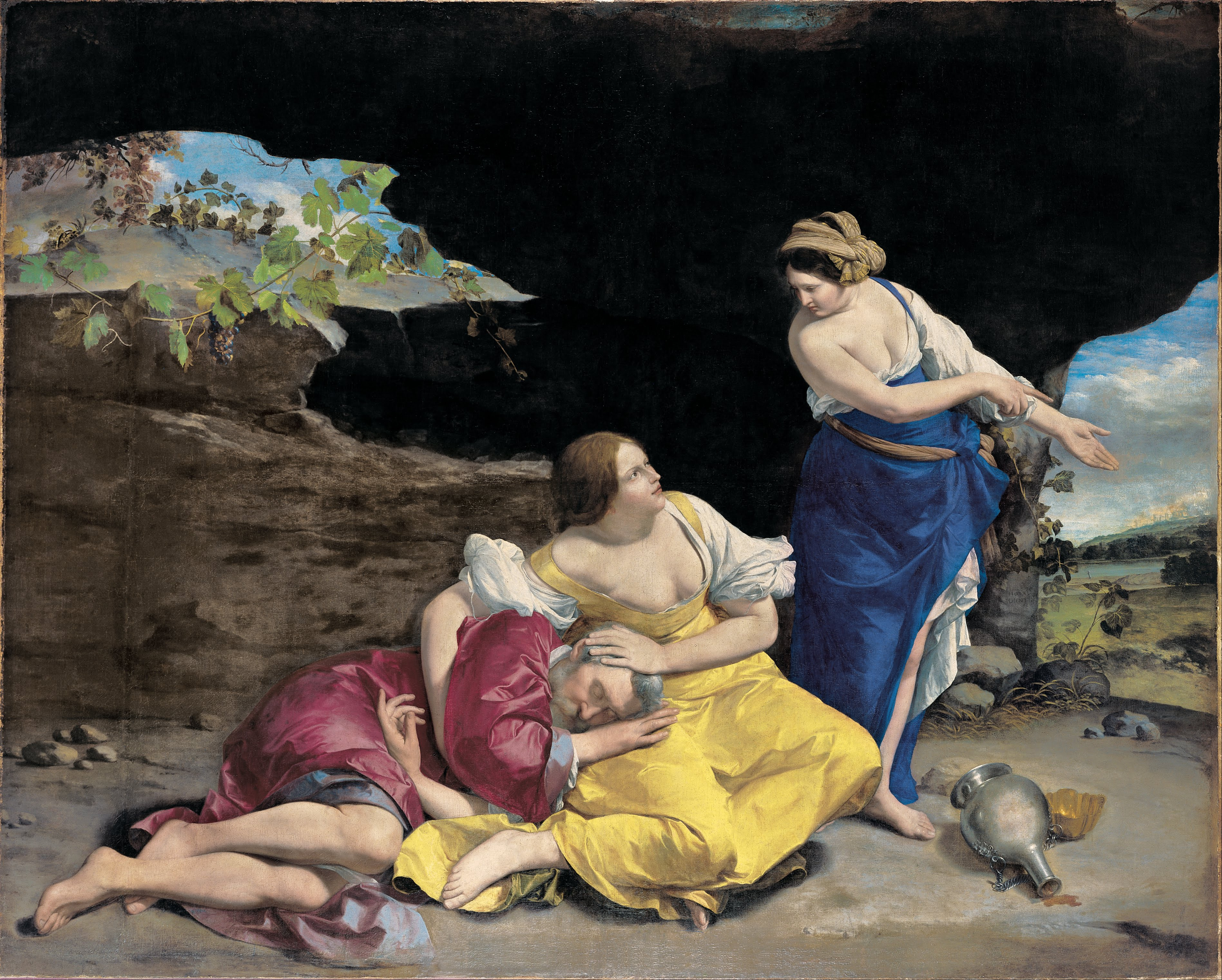
Lot y sus hijas, de Orazio Gentileschi, c. 1628.
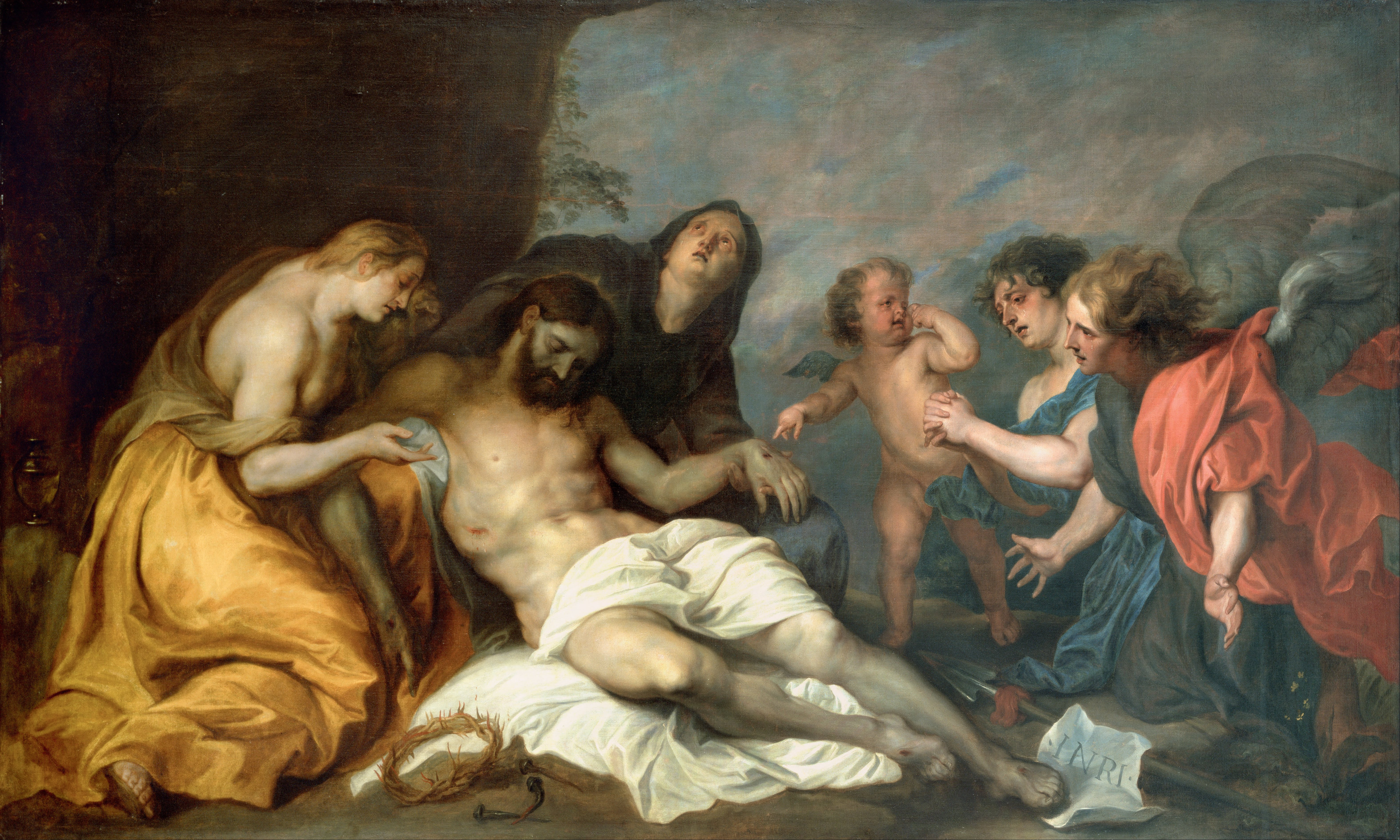
Lamentación sobre Cristo muerto, de Anton van Dyck, c. 1635-1640.
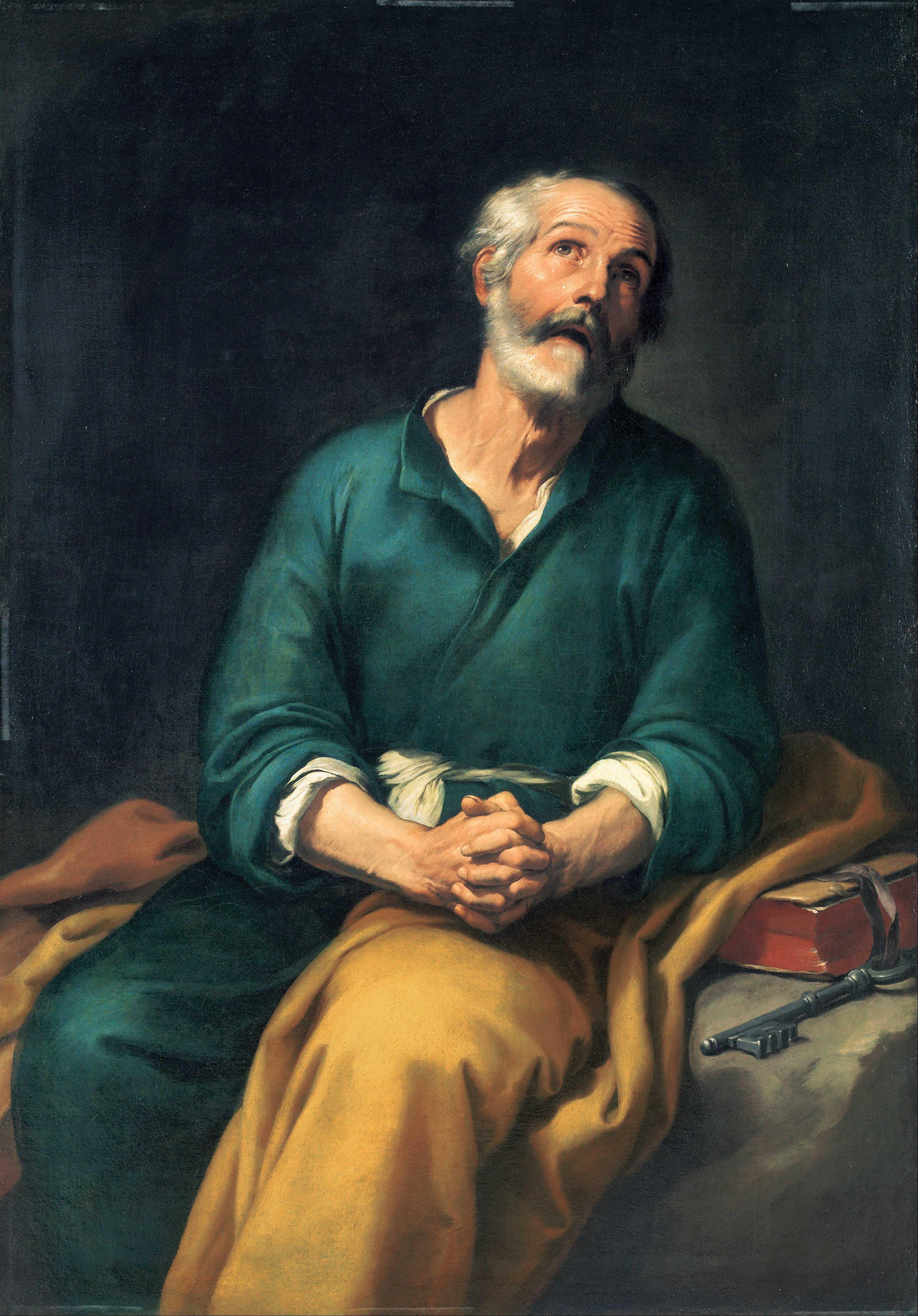
San Pedro en lágrimas, de Bartolomé Esteban Murillo, 1650-1655.
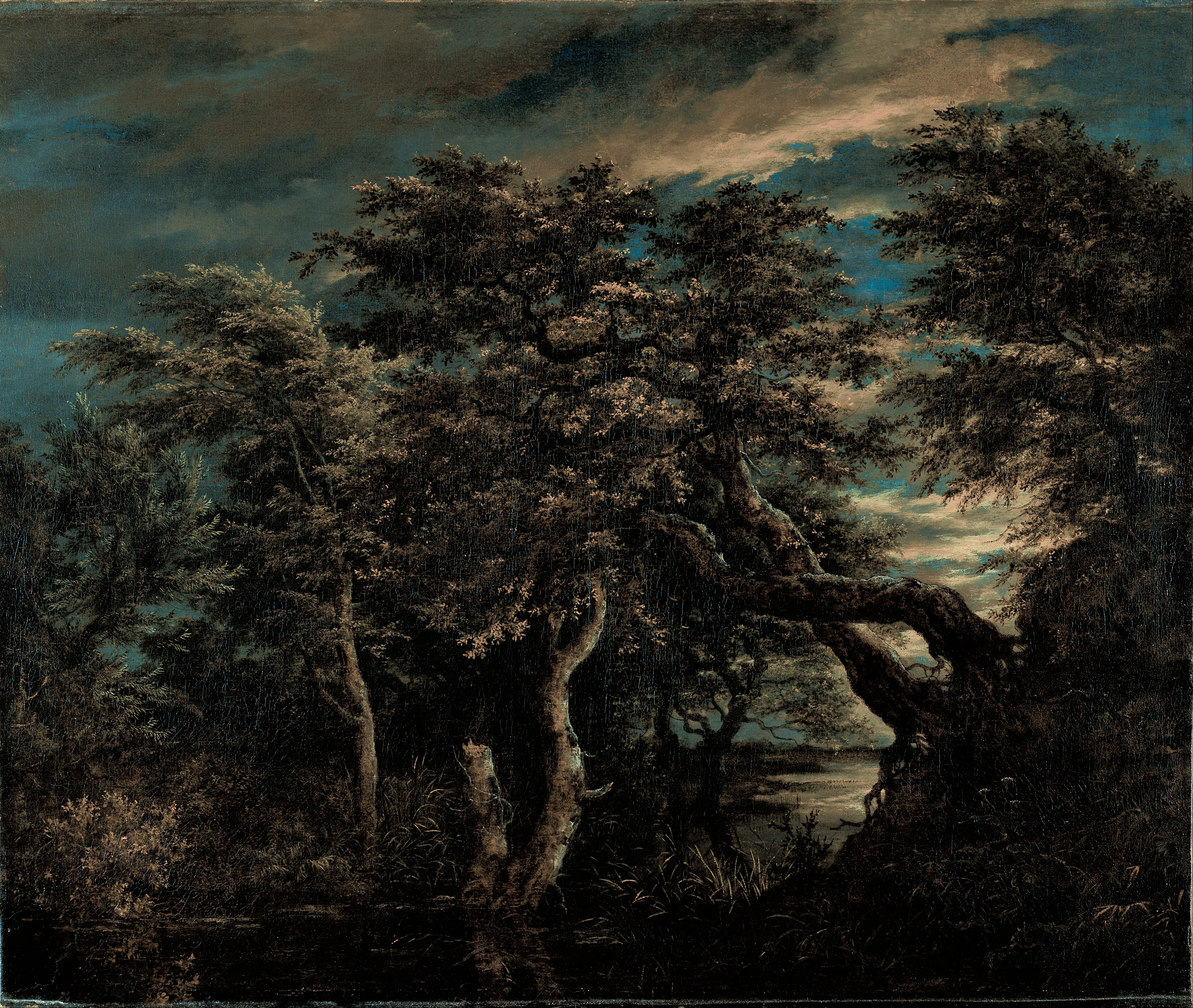
Pantano en un bosque al anochecer, de Jacob van Ruisdael, c. 1660.
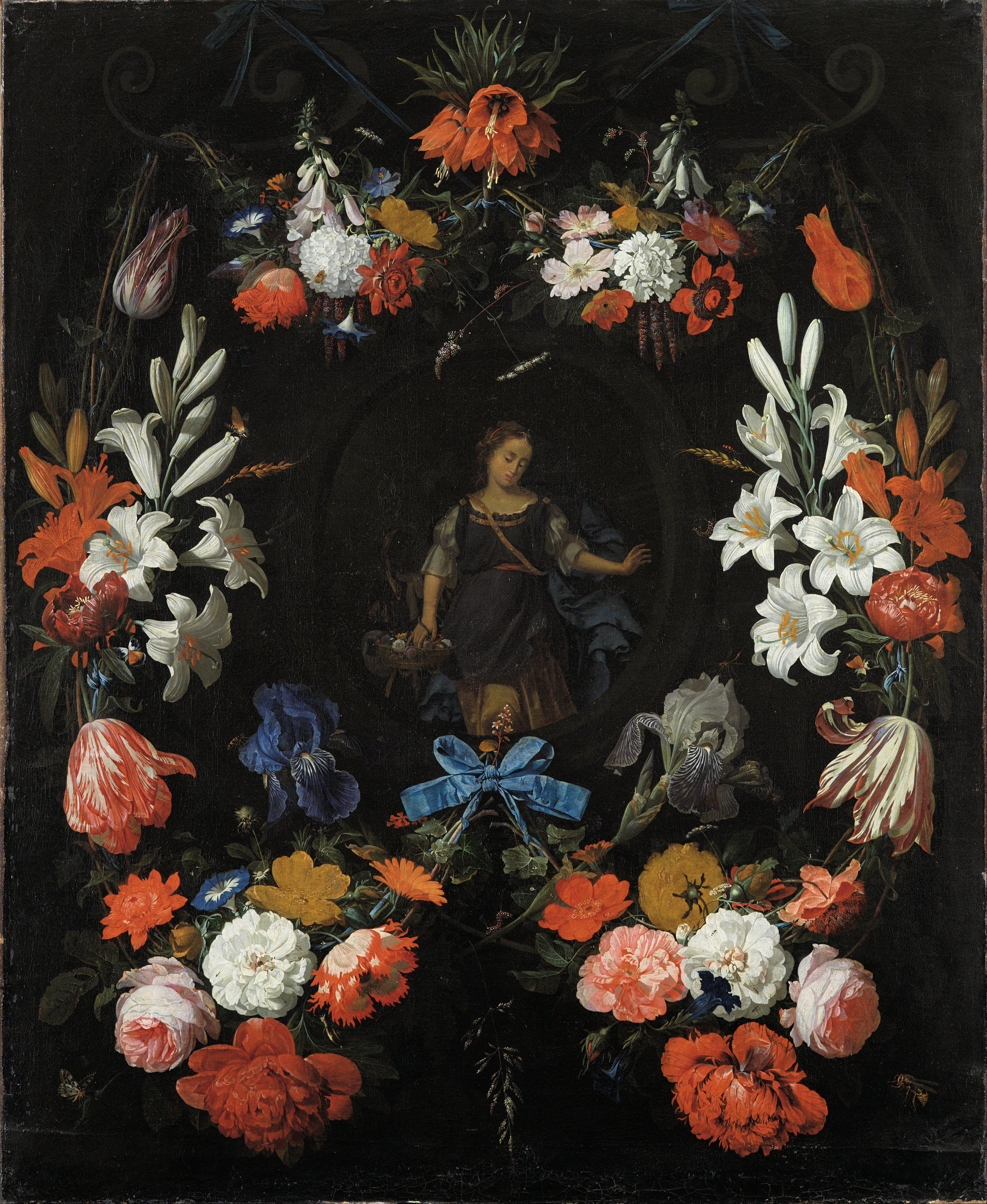
Guirnalda de flores, de Abraham Mignon, c. 1675.

#### Rococó y Clasicismo (sigloXVIII– primera mitadsigloXIX)
Se reúnen aquí algunos de los artistas más destacados del siglo de la Ilustración, fundamentalmente españoles. Destaca la presencia de Luis Paret y Alcázar, exiliado durante un decenio en Bilbao; el museo cuenta con ocho pinturas suyas (posiblemente el repertorio más nutrido tras el del Prado de Madrid) entre las que se incluyen vistas de la villa y de los puertos del Cantábrico, así como otras obras de temática religiosa y alegórica. El género del retrato está representado por Goya (dos extraordinarios ejemplos de sus amigos Zapater y Moratín), Antonio Carnicero, Vicente López Portaña y José de Madrazo, mientras que el del bodegón por Luis Meléndez. Otros artistas europeos, como Mengs, Louis-Michel van Loo, Friedrich Rehberg, Antonio Sarnelli, Guillaume Voiriot, Corrado Giaquinto o el vedutista Bernardo Bellotto, cierran este recorrido con algunas de sus mejores creaciones. 

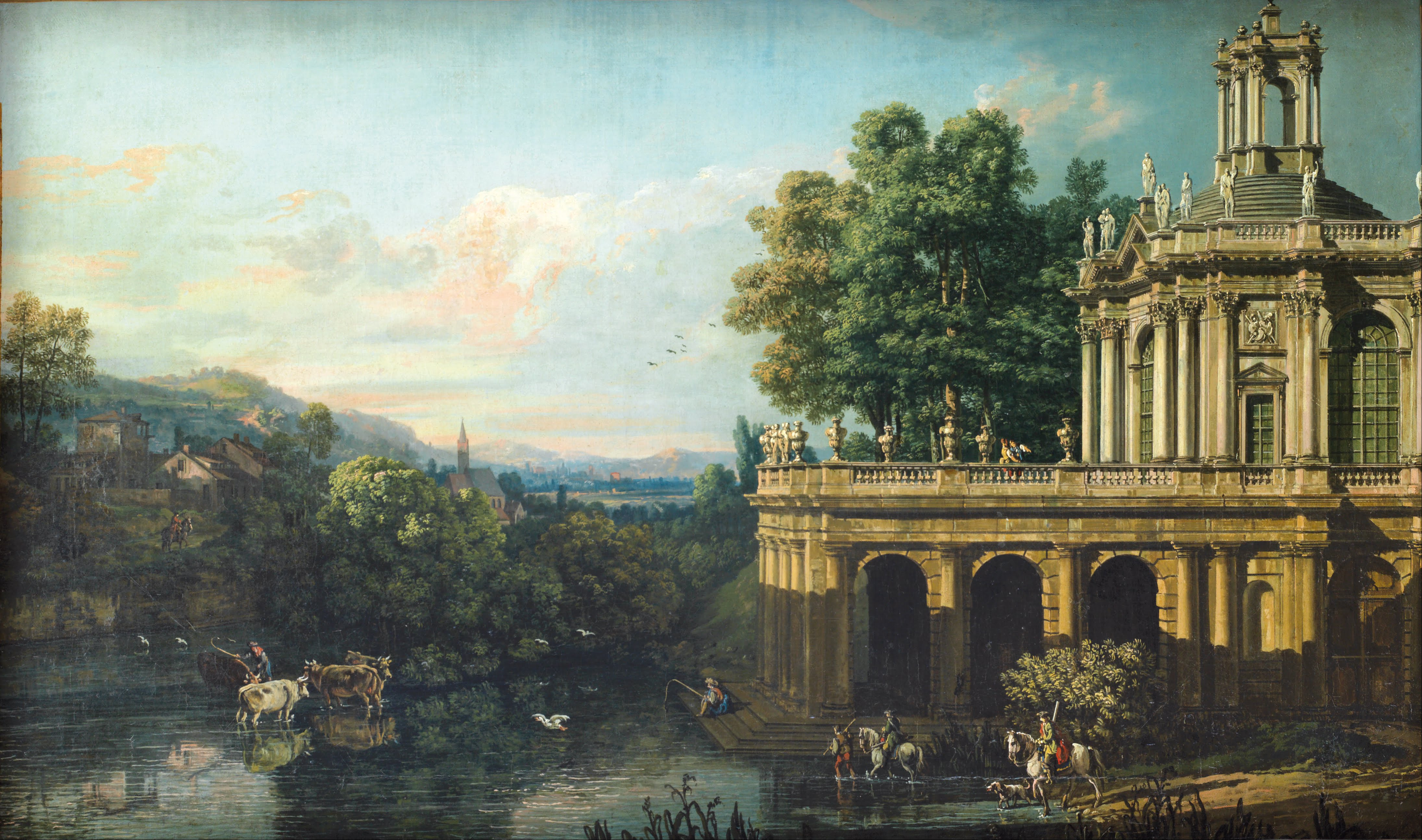
Capricho arquitectónico con un palacio, de Bernardo Bellotto, c. 1765-1766.
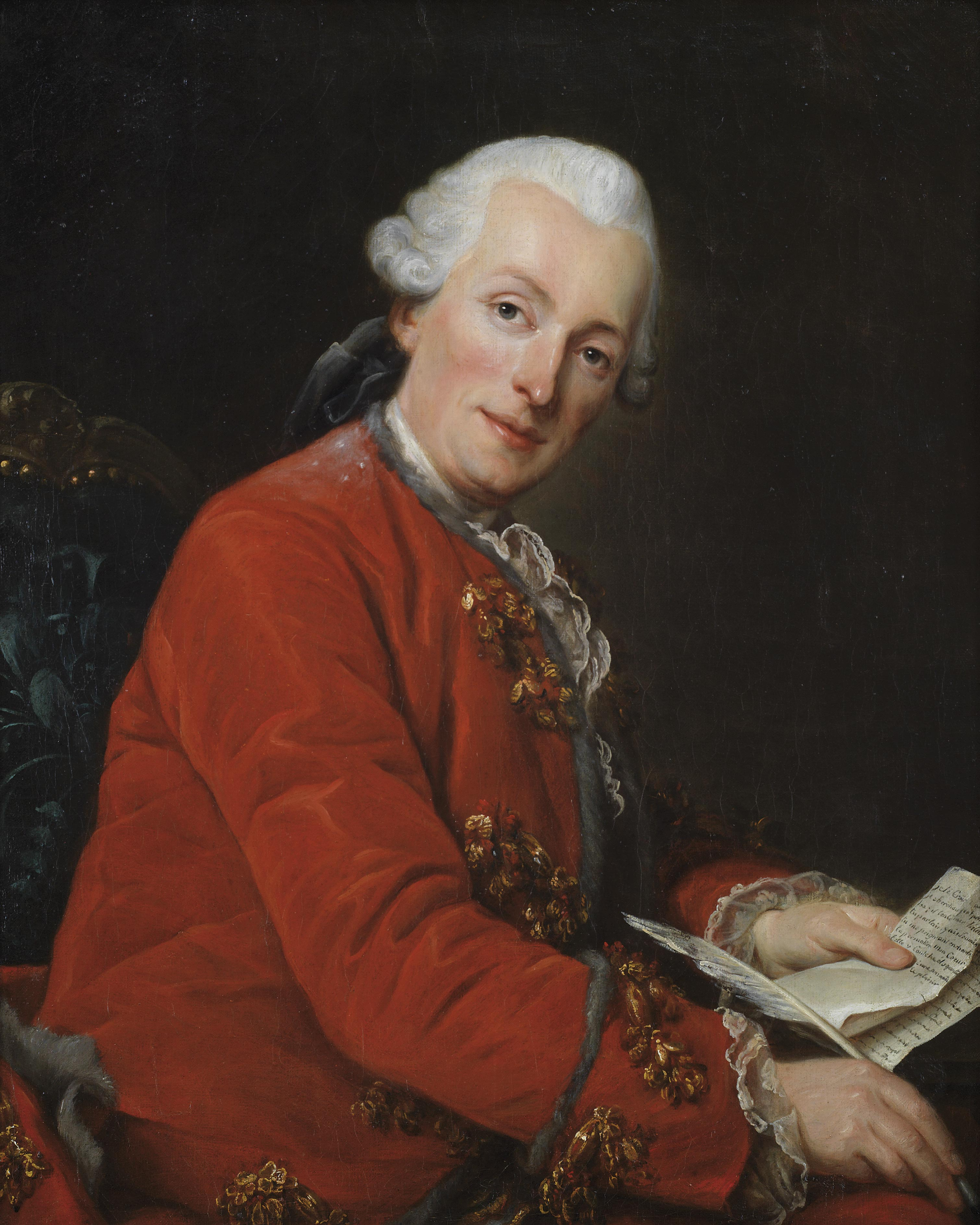
Retrato del poeta Charles-Pierre Colardeau, de Guillaume Voiriot, 1771.
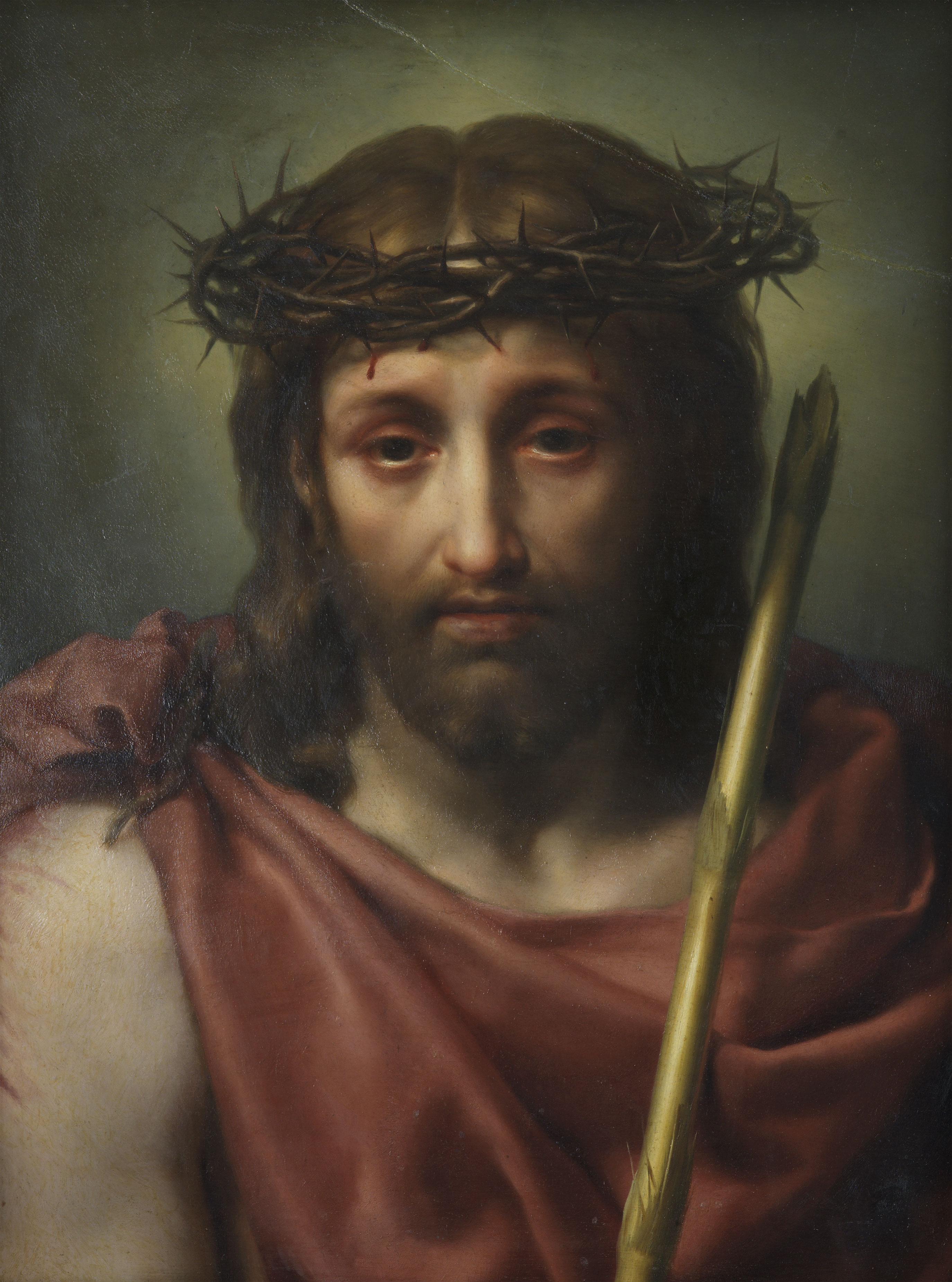
Ecce Homo, de Anton Raphael Mengs, c. 1777-1779.
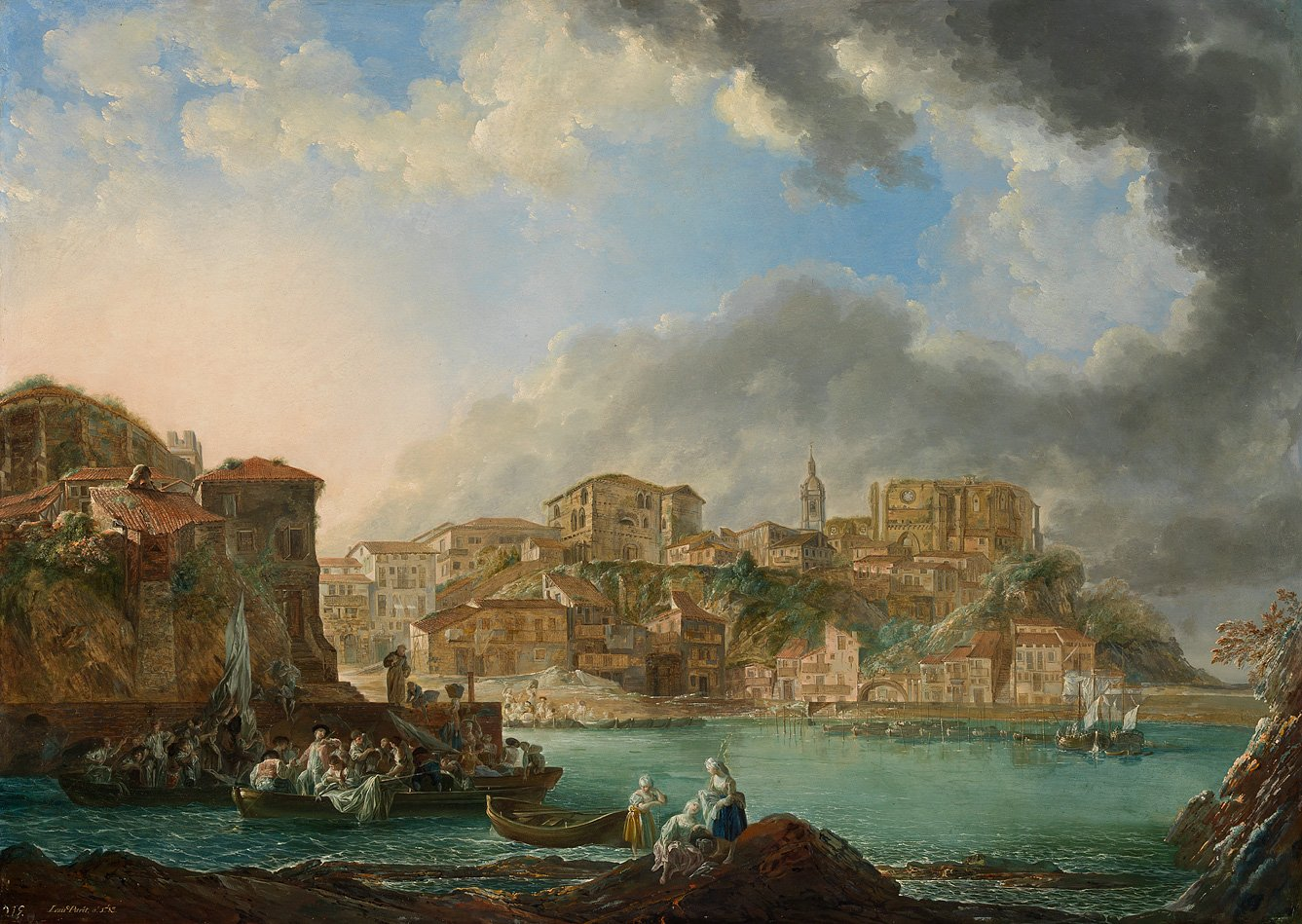
Vista de Bermeo, de Luis Paret y Alcázar, 1783.
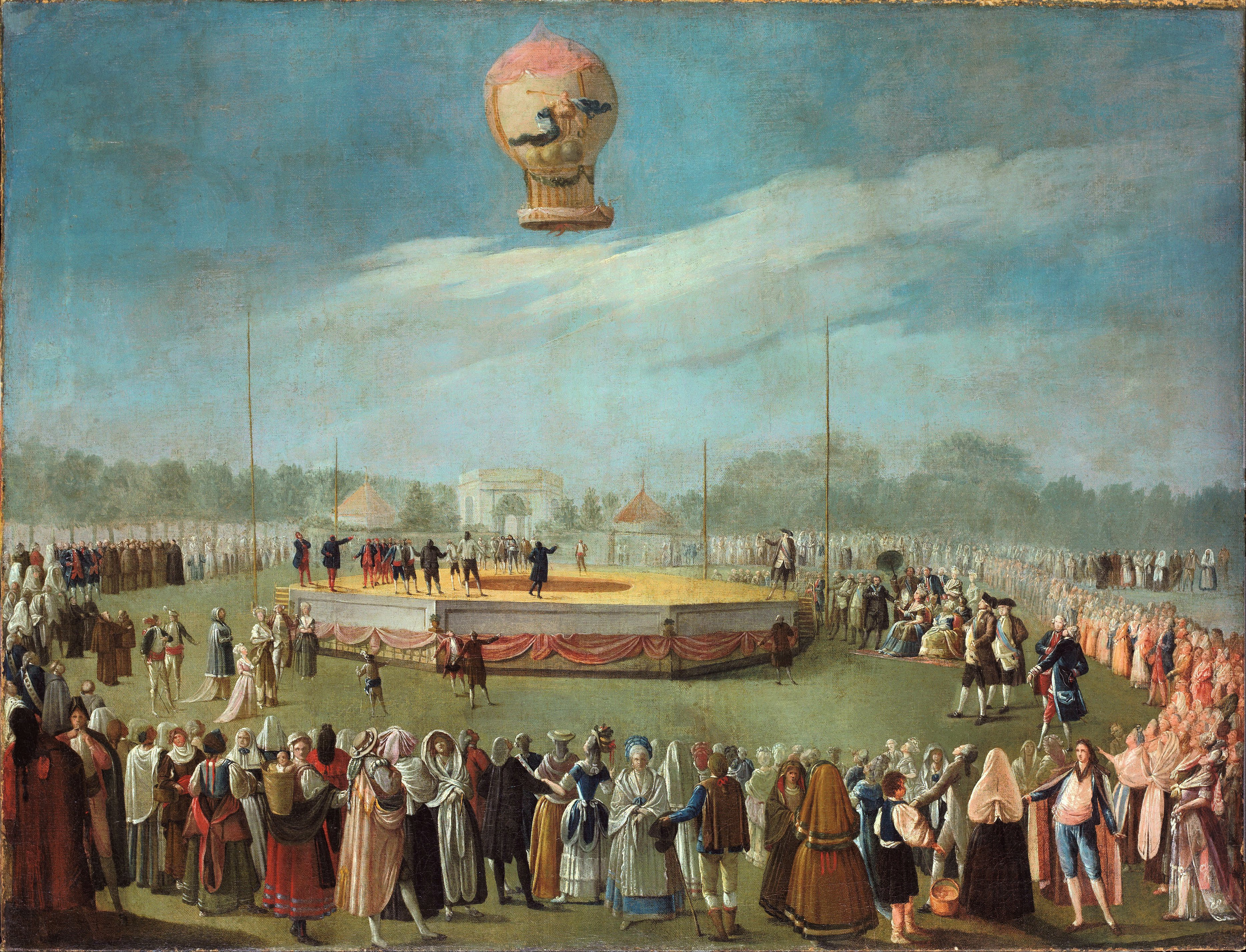
Elevación de un globo ante la corte de Carlos IV, de Antonio Carnicero, c. 1783.
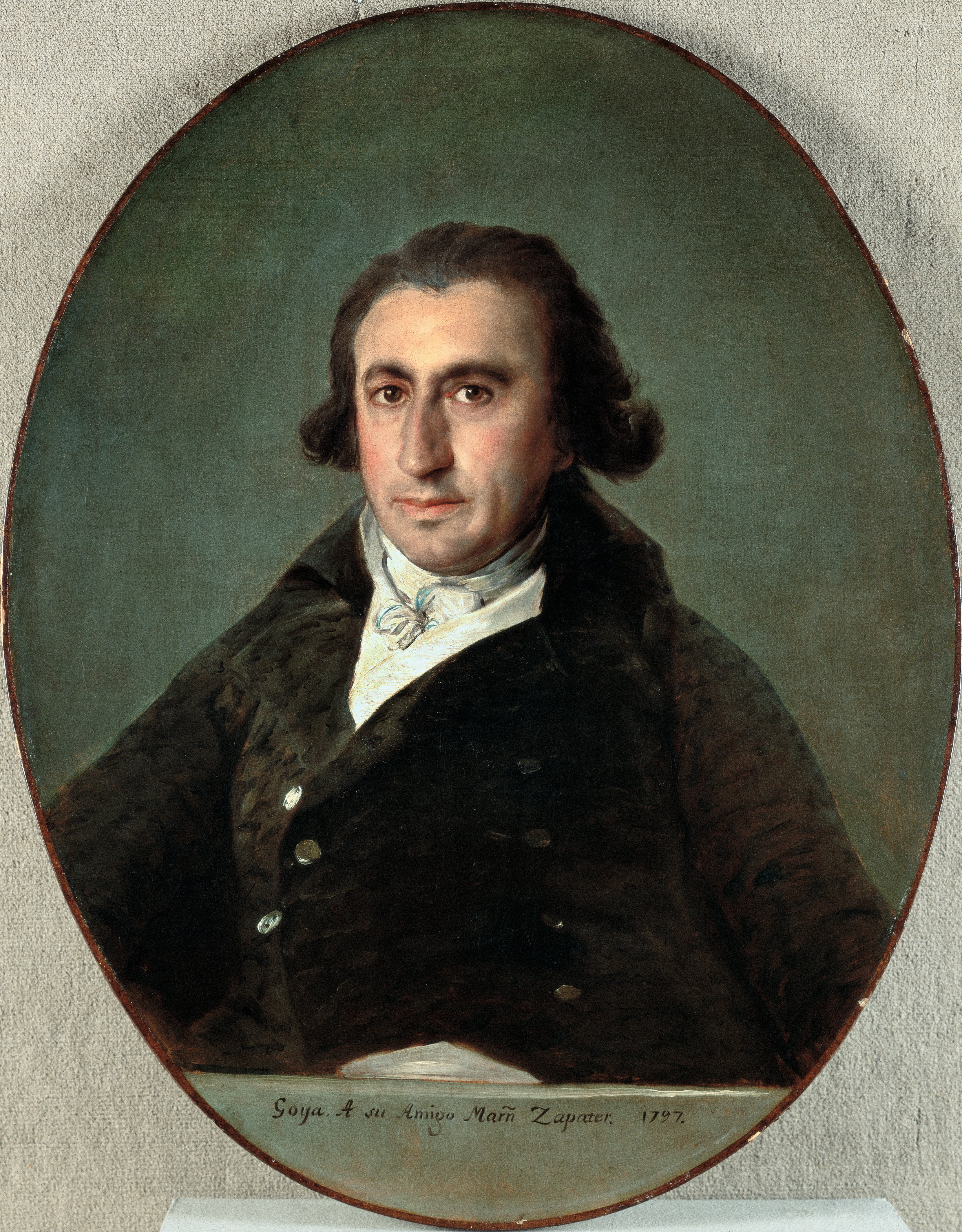
Retrato de Martín Zapater, de Francisco de Goya, 1797.

#### Romanticismo, realismo e impresionismo. Artistas vascos I (s.XIX– 1.ª mitad s.XX)
En el periodo romántico, guarda obras del retratista Antonio María Esquivel, representantes del costumbrismo andaluz como Joaquín Manuel Fernández Cruzado y Andrés Cortés y Aguilar y del madrileño con trabajos de Leonardo Alenza y Lucas Velázquez. El paisaje realista queda representado con Carlos de Haes y el preimpresionista Aureliano de Beruete; y la pintura de historia por Raimundo de Madrazo, Vicente Palmaroli, Álvarez Catalá, Francisco Pradilla, Antonio Gisbert, Alejandro Ferrant, además de la obra del escultor Mariano Benlliure. La notoria ausencia de Mariano Fortuny en la colección se ha cubierto en 2024 con la adquisición de su importante paisaje Plaza de toros de Sevilla (1868), ejemplo elocuente de su producción más experimental. Su estela de seguidores está representada por José Jiménez Aranda y Eduardo Zamacois, considerado iniciador de la pintura vasca moderna junto a Francisco de Paula Bringas y Juan de Barroeta. El contrapunto internacional lo introducen los franceses Gustave Doré, con el lienzo de inspiración española Vagabundos, Ribot con una naturaleza muerta, el academicista William-Adolphe Bouguereau y Rosa Bonheur. Impresionismo y simbolismo se evocan en obras puntillistas de Darío de Regoyos, y paisajes de Santiago Rusiñol y Joaquín Sorolla, además de un óleo de la norteamericana Mary Cassatt, único ejemplo suyo en museos del país. 
En el vestíbulo hay ejemplos de la escultura vasca del cambio de siglo: Nemesio Mogrobejo y Moisés de Huerta. A través del ventanal se contempla el monumento a Arriaga, obra maestra de Francisco Durrio.
En el primer piso aparecen los artistas vascos de finales del siglo XIX y primera mitad del XX, siguiendo la estela de Adolfo Guiard, Regoyos y Anselmo Guinea, y algunas obras relacionadas de importantes pintores españoles y europeos. Obras maestras de Ignacio Zuloaga, Francisco Iturrino, Juan de Echevarría o Ricardo Baroja, algunos de los cuales tuvieron éxito en el París de la época, integrándose en los movimientos renovadores −como el fauve Iturrino, amigo de Derain, Vuillard, Matisse y Picasso− o colaborando en la formulación de la estética de la Generación del 98 −como Zuloaga y Baroja−. La pintura etnicista vasca alcanza su cota mayor en Aurelio Arteta, los cuatro hermanos Arrúe: José, Alberto, Ramiro y Ricardo, y los dos hermanos Zubiaurre: Valentín y Ramón. Otros, como Julián de Tellaeche, pintor del mar, el intimista Benito Barrueta y el sofisticado José María Ucelay, completan el panorama.
En escultura destaca la obra simbolista de Durrio, amigo de Gauguin y Picasso y personaje clave para la integración de los artistas vascos en París. De Gauguin, precisamente, se muestra un extraordinario cuadro de su estancia en Arlés, así como otro de su amigo y seguidor Paul Sérusier. Destaca la colección de escultura vasca de Quintín de Torre, entre el realismo y el expresionismo.

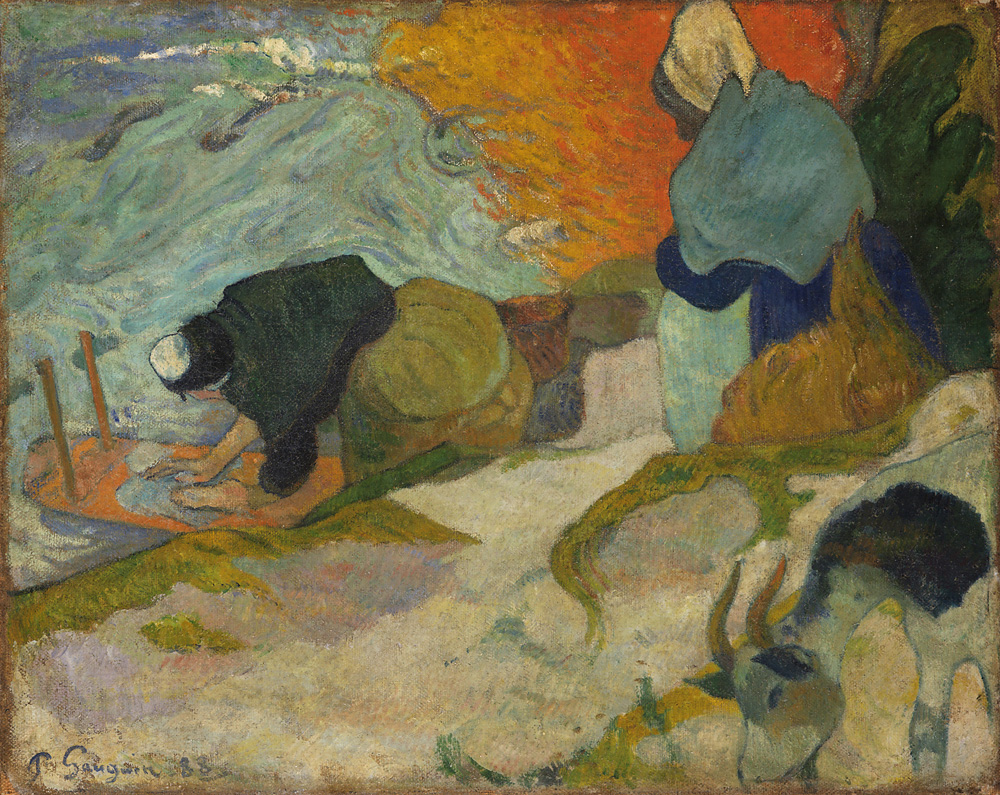
Lavanderas en Arlés, de Paul Gauguin
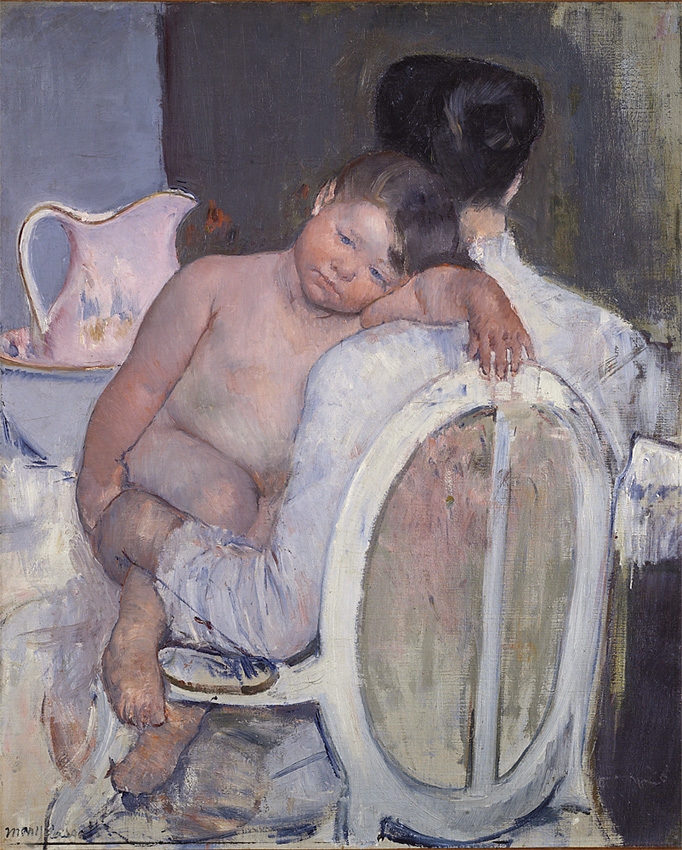
Mujer sentada con un niño en brazos, de Mary Cassatt
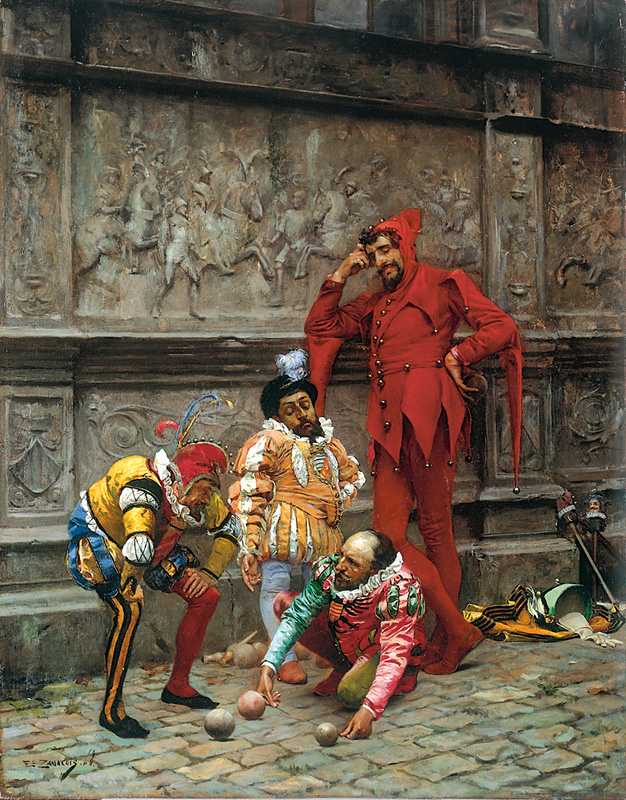
Bufones jugando al cochonnet, de Eduardo Zamacois
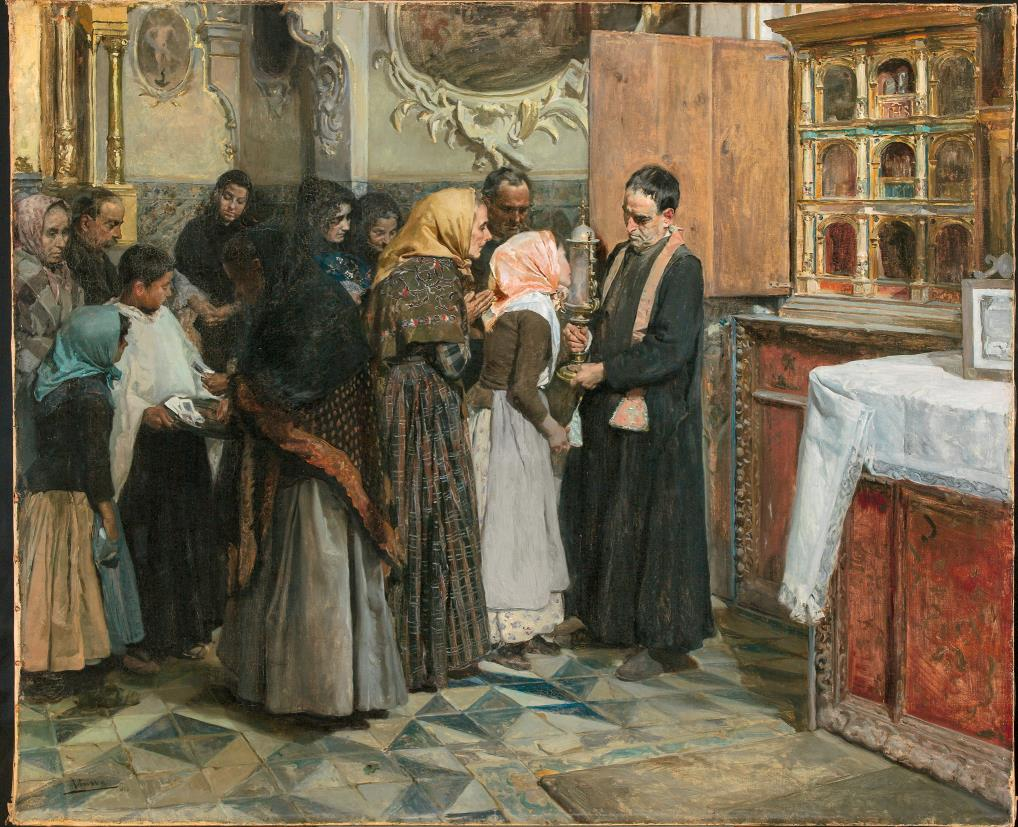
El beso de la reliquia, de Joaquín Sorolla
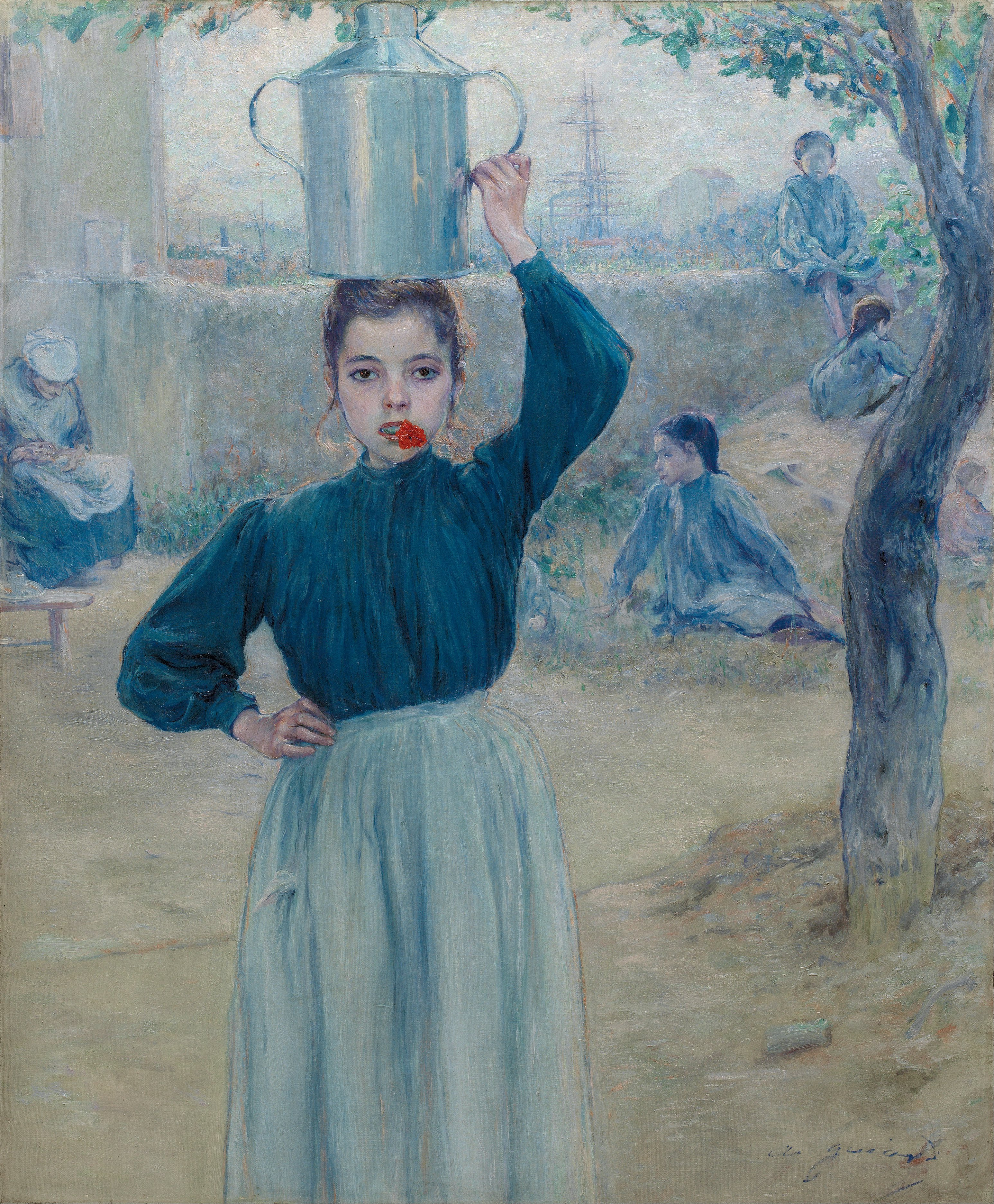
Aldeanita del clavel rojo, de Adolfo Guiard
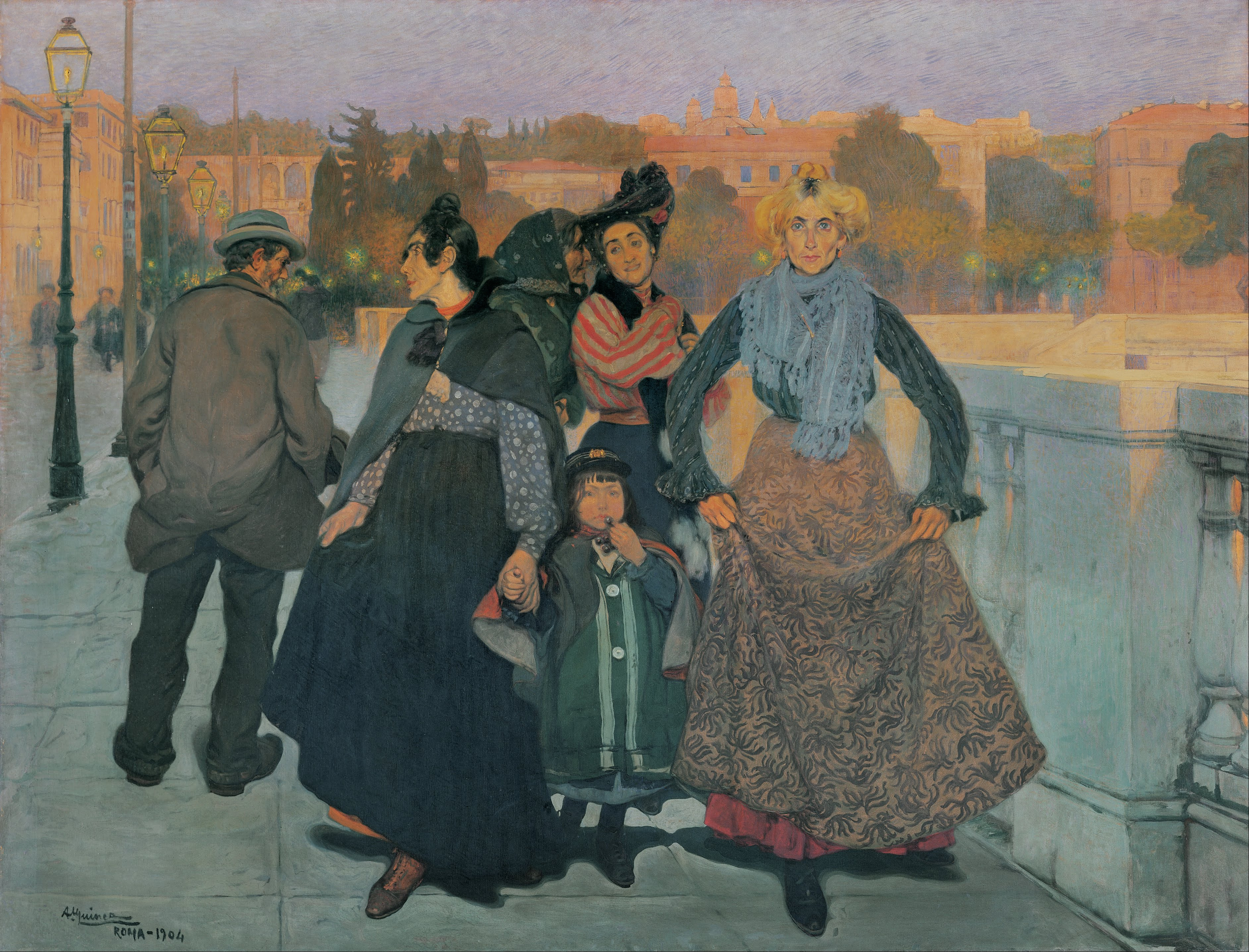
Puente de Roma, de Anselmo Guinea

#### Arte contemporáneo. Artistas vascos II
En el edificio moderno se inicia un recorrido desde el siglo XX hasta nuestros días. Aparecen el cubismo −Jean Metzinger, Henri Hayden, Jacques Lipchitz− y sus derivaciones −María Blanchard, Robert Delaunay−, el futurismo −Celso Lagar, Antonio de Guezala− y el expresionismo −James Ensor, Oskar Kokoschka−. Les acompañan esculturas de Pablo Gargallo y Julio González, y obras influidas por las propuestas geométricas o la estilización de las formas −Torres García, Aurelio Arteta, Vázquez Díaz−, junto a pinturas surrealistas de Óscar Domínguez, Alberto Sánchez, Josep de Togores o Nicolás de Lekuona.
A continuación, Jorge Oteiza, una de las figuras de la vanguardia vasca, introduce con su escultura los movimientos constructivistas o espacialistas del arte europeo tras la Segunda Guerra Mundial. Junto a él, Pablo Palazuelo demuestra su magisterio sobre esta inicial escultura vasca. Agustín Ibarrola, por su parte, representa un realismo social mediante recursos cartelistas y espacialistas. Destacadas piezas de Chillida, el gran escultor vasco que tanto influyó en el arte de su entorno, muestran las diferentes materias y la búsqueda de la forma en un excepcional universo poético. En las cristaleras, Darío Urzay propone su investigación sobre la relación entre pintura y fotografía.

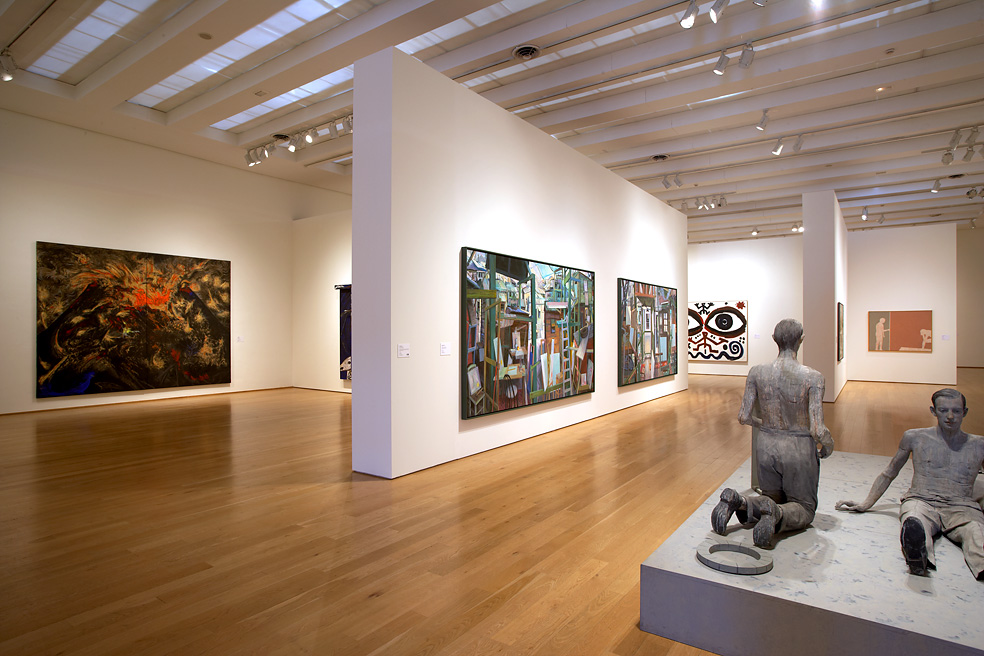
Espacio expositivo de arte contemporáneo

En 1966 se crearon los llamados Grupos de la Escuela Vasca −Gaur (Guipúzcoa), Hemen (Vizcaya) y Orain (Álava)− que reunieron a los más significativos artistas vascos surgidos desde finales de los años cuarenta. En los siguientes espacios aparecen obras de los pintores Amable Arias, José Luis Zumeta y Rafael Ruiz Balerdi, relacionados con el expresionismo abstracto, y de los escultores Nestor Basterretxea, Remigio Mendiburu y Vicente Larrea, que centran su interés en propuestas informalistas y geométricas.
En un ámbito independiente se reúnen algunos de los grandes nombres de la abstracción española, fundamentalmente de índole informalista y caracterizada por la práctica ausencia de color, como los expresionistas interesados por la materia −Tàpies, Manolo Millares, Lucio Muñoz− o por una pintura de grandes rasgos gestuales −Antonio Saura−. Les acompañan obras de la difícilmente clasificable Vieira da Silva, de los expresionistas abstractos Bram Van Velde y Karel Appel, y del poeta y pintor gestual francés Henri Michaux.
A continuación pueden verse obras de artistas vascos alternando con otros internacionales que realizan propuestas figurativas de carácter pop, surrealista o de diferentes realismos: Andrés Nagel, Juan José Aquerreta y Mari Puri Herrero, junto a artistas figurativos ingleses como Francis Bacon, Kitaj, Peter Blake y John Davies o españoles como Eduardo Arroyo, Equipo Crónica, Luis Gordillo y Pérez Villalta. Cercanos aparecen algunos ejemplos de la transvanguardia italiana −Mimmo Paladino, Ernesto Tatafiore−, con su imaginativa figuración, y del neoexpresionismo alemán −Markus Lüpertz−. A todos ellos les acompaña Miquel Barceló, una de las figuras españolas de más difusión internacional con un particular expresionismo figurativo y matérico.
Mención aparte merecen los escultores Anthony Caro y Richard Serra, representados con ejemplos típicos de su creatividad abstracta en metal. La imponente obra Bilbao de Serra ha ingresado en el museo por donación en 2018.
Para terminar, una serie de autores vascos –Badiola, Bados, Irazu, Morquillas, Gortázar, Ortiz de Elgea, Mieg, Ramos Uranga, Goenaga, Daniel Tamayo o Jesús Mari Lazkano– se sitúan en las recientes tendencias del arte con reminiscencias del constructivismo junto a referencias objetuales que dan testimonio de la complejidad de la vida urbana y de los conflictos existenciales y sociales del mundo contemporáneo, así como de la multiplicidad de sentidos que ofrecen los mensajes que recibe el hombre actual.

## Política expositiva
Anualmente el museo presenta un importante programa de exposiciones que atiende diversos intereses y presenta estas características principales:
1. Estudia el ámbito cronológico de la colección permanente del museo, desde el siglo XIII hasta nuestros días.
2. Incide en los núcleos fundamentales de la colección.
3. Presta especial atención a los artistas vascos.
4. Presenta otras colecciones relevantes.
5. Acentúa la importancia de la obra sobre papel.
6. Estudia obras o conjuntos de obras de la colección a través de monográficas o colectivas
7. Trata de combinar autores conocidos por el gran público con otros no tan conocidos pero imprescindibles en la Historia del Arte.

En la última década, y por diversos motivos, desde la afluencia de visitantes hasta el prestigio científico, han destacado varias de sus exposiciones.[cita requerida]

## Investigación científica
La labor de investigación científica del museo se centra, por un lado, en el ámbito de la conservación y restauración de obras de arte, y por otro, en el historiográfico y documental. El objetivo común es propiciar el mayor conocimiento y difusión de las obras y autores representados en la colección. En el primer caso, el departamento de Conservación y Restauración aplica diversas técnicas de análisis –luz ultravioleta, reflectografía infrarroja, radiografía, estudio estratigráfico o análisis químico–, que aportan información esencial para abordar cualquier estudio o intervención. En el segundo, actúa la Biblioteca del museo, que conserva una colección documental especializada en arte al servicio de estudiosos e investigadores. Desde su creación en 1985 se ha consolidado como un centro de investigación que ofrece un importante fondo documental con un número aproximado de 33 000 monografías, 300 títulos de publicaciones periódicas y 33 500 catálogos de mano y folletos. Desarrolla, además, una de las herramientas de referencia, ARTEDER - Base de datos de Arte Vasco, un proyecto abierto y en desarrollo que reúne la información más completa y actualizada sobre el panorama artístico vasco desde el último tercio del siglo XIX hasta la actualidad. Otro elemento esencial para la investigación científica es el Boletín del museo, una publicación cuyos objetivos son profundizar en el estudio de la colección a través de las aportaciones de destacados historiadores, críticos y restauradores competentes en los más diversos campos y periodos de la historia del arte.

### Movimiento de oposición a la ampliación y reforma del Museo
- AGUINAGA, Eugenio, Foster se equivoca, El Correo, 8 de octubre de 2020.
- GUERRA PÉREZ, Rebecca, El Museo de Bellas Artes: un futuro sin historia, Gara, 5 de abril de 2021.
- GUERRA PÉREZ, Rebecca, Las ruinas de una ampliación, Gara, 26 de septiembre de 2021.
- INTXAUSTI, Juan Ignacio, Ampliación del Museo de Bellas -y malas- Artes de Bilbao, Gara, 8 de junio de 2020.
- LLANO, Iñaki, Reflexiones sobre el Museo de Bellas Artes de Bilbao, Hiritarrok nº42, noviembre de 2020.
- PÉREZ RODRÍGUEZ-URRUTIA, Fernando, Defensa cívica del Bellas Artes, El Correo, 9 de febrero de 2021.
- URIARTE PALACIOS, Iñaki, El rapto de Melpómene, Gara, 16 de agosto de 2020.
- URIARTE PALACIOS, Iñaki, Epístola de Vitruvio a Foster, Naiz, 16 de noviembre de 2021.
- ZANGITU ORBEA, Ander, Fosterren gozoki berri bat, Diario de Noticias de Navarra, 24 de enero de 2021.